# Subjuntivo
Der Subjuntivo oder auch modo de subjuntivo („Subjunktiv“) ist ein Modus oder eine Aussageweise in der Grammatik der spanischen Sprache. Allgemein betrachtet geben die Modi über das Verhältnis des vom Sprecher bezeichneten Ereignisses zur Wirklichkeit Auskunft.
Der französische subjonctif ist ein Modus der französischen Sprache, er weist viele Gemeinsamkeiten mit dem spanischen subjuntivo auf. Ebenso sind weitere, diesem Modus entsprechende Formen in anderen romanischen Sprachen anzutreffen, etwa in dem Italienischen congiuntivo, portugiesischen subjuntivo o conjuntivo, rumänischen conjunctivul oder dem Rätoromanischen conjunctiv.
Der Modus als morphologische Kategorie des Verbs gilt als Ausdrucksmittel der Modalität. Im Speziellen bringt die Modalität zum Ausdruck, ob in der Versprachlichung des Bewusstseinsinhaltes als Ausdruck der sprecher-individuellen Realität diese letztlich als in Übereinstimmung mit der Wirklichkeit gesehen werden kann oder nicht (Deutungsrahmen). Bei der Modalität geht es aus pragmatischer Sicht um eine Sprechereinstellung gegenüber seiner beabsichtigten Äußerung, die nicht nur mittels der erwähnten Modi (Indikativ vs. Subjunktiv) erfolgen kann, sondern auch durch Modalverben und -adverbien und ebenso vermittels einiger Tempora wie dem Imperfekt und Condicional versprachlicht werden können, die dann mehr oder weniger implizit auf die modale Bedeutung hinweisen.
Hieraus leiten sich die beiden „Grundmodalitäten“ Wirklichkeit (Indikativ) und Nichtwirklichkeit (Subjunktiv) ab. Mit seiner subjektiven Äußerung innerhalb dieser beiden „Grundmodalitäten“ äußert sich der Sprecher gemäß den Regeln über den Grad der Gewissheit bzw. Ungewissheit, der Vermutung, Forderung, der Möglichkeit bzw. Unmöglichkeit, Bedingtheit eines Vorstellungsinhaltes.
Der spanische Begriff „subjuntivo“ (wie auch die französische Bezeichnung „subjonctif“) geht auf das lateinische Wort subiungere zurück, was „anfügen“, „hinzufügen“, „verbinden“, aber auch „unterwerfen“ oder „unterjochen“ bedeutet. Diese Bezeichnung hebt die Tatsache hervor, dass es sich typischerweise um eine abhängige Verbform handelt, die in bestimmten Arten von untergeordneten Nebensätzen, oraciones subordinadas, erscheint. Verwendungen des Subjuntivo in Hauptsätzen, die es daneben auch gibt, werden somit als weniger typisch angesehen.

## Unterschied zwischenIndicativoundSubjuntivo
Für Hummel (2001) stellt sich der Indikativ als der Modus der Präsentation, Darstellung von Ereignissen im „Existenzmodus“ dar; so wie die Tatsachen nach erfolgtem Eintreten sind – nach dem realen Eingetreten-sein – so beschreibt er den Verlauf der Ereignisse auf der (temporalen) Realitätsachse. Deshalb ist im Indikativ auch das Tempussystem und der Aspekt stärker differenziert und entwickelt. Denn seiende Dinge existieren nur wegen ihres Eintretens, und da Verben letztlich Ereignisse benennen, können die Modi auch als Präsentationsformen von Ereignissen verstanden werden.
Damit umgreift der Indikativ die Ereignisse aus der Perspektive ihres Eingetreten-seins, also in kognitiver und erkenntnistheoretischer Sicht mit der Fragestellung ihrer faktischen Existenz.
Der Subjunktiv hingegen erfasst die Ereignisse aus dem Blickwinkel ihres (möglichen) Eintretens oder ihrer Inzidenz, wobei aber von der Tatsache ihres Eingetreten-seins als solches abstrahiert oder abgesehen wird, wenn der Subjunktiv auf ein faktisch eingetretenes Ereignis bezogen wird.
Der Subjunktiv präsentierte die Ereignisse im „Inzidenzmodus“ ein Ereignis, ein Tatbestand wird durch die Perspektive seines möglichen Eintretens fokussiert. Der „Inzidenzmodus“ des Subjunktivs setzt mit seiner Versprachlichung das Ereignis in Bewegung, fokussiert die Dynamik seines Eintretens, ohne aber dass der tatsächliche Verlauf des Ereignisses schon beschrieben wird. Der Subjunktiv zeigt sich aus dieser Betrachtung als eine mögliche Darstellungs- oder Präsentationsform von (vorgestellten) Ereignissen, bei der auf das Eintreten als solches – einem Eintreten oder als Abstraktum einem Eingetreten-sein losgelöst von seiner eigentlichen Aktualisierung – fokussiert wird. Dadurch impliziere der Subjunktiv als Modus die Existenz von „Eintrittsalternativen“. Er sage nichts über das tatsächliche Eintreten eines Ereignisses in der „aktualen Welt“ aus aber er fasste die Ereignisse wie sie hätten eintreten oder auch nicht hätten eintreten können, in den übrigen (kontrafaktischen) „möglichen Welten“ (siehe auch kontrafaktische Annahmen).
Damit zeigt sich die sprachliche Nähe oder der Zusammenhang zu alternativen Ereignissen, so formuliert man im Alltäglichen die Hoffnungen, Sorgen, Erwartungen, Wünsche, Befürchtungen u. ä. m.; man „wünscht“ etwa oder „beehrt“, „sehnt sich“ und „hofft auf“ auf bestimmten Ereignisse und deren Eintreten; die aktualisierten Verbformen sind Darstellungen der Formen von Ereignissen.
Als finite Verbform werden Wortformen eines Verbs bezeichnet. Sie weisen bestimmte grammatische Merkmale auf bzw. drücken solche aus. Die finiten Merkmale eines konjugierten Verbs, verbo conjugado (Konjugationsmorphem) sind der Modus, modo, Numerus, número, Person, persona und das Tempus, tiempo. Während sich die Zeitreferenz im Modus des Indikativs scharf abbilden lässt, bleibt sie bei den Formen des Subjunktivs eher unscharf und bedarf einer kontextuellen Präzisierung. Hieraus lässt sich ableiten, dass der Subjunktiv, im Vergleich zum Indikativ, einen geringeren „Finitätsgrad“ aufweist.
Durch ein Flexionsmorphem, genauer Konjugationsmorphem, ergeben sich synthetische und analytische (verbale) Wortbildungen. Die Anzahl der unterschiedlichen Formen ist für den Subjunktiv geringer als für den Indikativ, schon deshalb kann die Versprachlichung von temporalen Relationen nicht die Hauptfunktion des Subjunktivs sein.
Dies führt zu einem weiteren Unterschied zwischen den beiden Verbalkategorien, categorías verbales Indikativ und Subjunktiv der darin besteht, dass der Modus des Indikativs als ein personaler und temporaler Modus betrachtet werden kann. Er aktualisiert einen Vorgang und situiert ihn mittels der verschiedenen Tempora in eine bestimmte Zeitlichkeit (temporale Deixis), er ist der „temporale Modus“ schlechthin. Er objektiviert Tatsachen und unterscheidet sie in der Zeit.
Der Subjunktiv ist gewissermaßen ein „nicht temporaler Modus“, vermag er doch nicht einen Vorgang oder Tatbestand in einer der drei Kategorien der Zeitlichkeit wie Vergangenheit, Gegenwärtigkeit, Zukünftigkeit fest zu situieren, sondern vielmehr zeitliche Verhältnisse zu beschreiben. Während also die Formen des Indikativs die absolute Zeitstufe klar und eindeutig auszudrücken vermögen, verschmelzen gewissermaßen in den „Zeiten“ des Subjunktivs Vergangenheit, Gegenwart und Zukunft miteinander. Damit wird ein und dieselbe temporale Form des Subjunktivs, je nach Kontext oder Relation, zeitlich ambivalent oder sogar plurivalent. – Beispiel:
```
Quería
 
que
 
llegaras.
 
Ich wünschte
, dass 
du noch kämest.
 
Pretérito imperfecto de indicativo
 + 
Pretérito imperfecto de subjuntivo
 „rückdeutsch“
[
A 8
]
```

Der Nebensatz, oración subordinada „que llegaras“ kann sich sowohl auf eine (noch unbestimmte) Vergangenheit, wie auch auf eine Gegenwärtigkeit oder auch Zukünftigkeit beziehen.
Ein anderes Beispiel:
```
Ay mi amor ya quiero
 
que
 
llegues
.
 
Oh meine Liebe schon ich wünsche
, dass 
du kommest.
 
Presente de indicativo
 + 
Presente de subjuntivo
```

Dennoch unterscheidet man formal bzw. kann der Subjunktiv in sechs Zeitformen gesetzt werden, drei einfache und drei zusammengesetzte Zeiten. – Beispiele, mit hablar sprechen:
- Presente de subjuntivo: hable
- Pretérito imperfecto de subjuntivo: hablara oder hablase
- Pretérito perfecto de subjuntivo: haya hablado
- Pretérito pluscuamperfecto de subjuntivo: hubiera oder hubiese hablado
- Futuro perfecto de subjuntivo: hablare
- Futuro perfecto de subjuntivo: hubiere hablado

Da es im Subjuntivo keine grammatische Form für einen perfektiven Aspekt, wie ein Pretérito indefinido gibt, entfällt diese Aspektopposition. Dadurch ist ein (grammatikalische) Unterscheidung zwischen einem (abgeschlossenen) Zustand und einen Vorgang nicht möglich.
Wenn der Subjunktiv, wie es zu meist der Fall ist, im Nebensatz verwendet wird, folgt sein Einsatz dem Zeitgefüge eines komplexen, spanischen Satzes und dessen festen Vorgaben. Charakteristisch für einen Nebensatz ist, dass er mit einem typischen Wort, der Subjunktion eingeleitet wird, solche Wörter ordnen Sätze anderen Sätzen unter.
Da die Zeitform im Nebensatz (Protasis) immer von der des Hauptsatzes (Apodosis) abhängt, ist der Rezipient (Zuhörer, Leser) verpflichtet, auf die Zeitform des Verbs im Hauptsatz im Besonderen zu achten. Wenn das Verb im Hauptsatz (Apodosis) im Presente de indicativo, Futuro simple de indicativo oder Pretérito perfecto de indicativo steht, muss das Verb des Nebensatzes (Protasis) im Presente de subjuntivo oder Pretérito perfecto de subjuntivo eingesetzt werden.
Wenn das Verb im Hauptsatz (Apodosis) in einer Vergangenheitsform, so dem Pretérito indefinido de indicativo, Pretérito imperfecto de indicativo, Pretérito pluscuamperfecto de indicativo oder auch in einem Condicional simple oder Condicional perfecto stehen, muss im Nebensatz das Pretérito imperfecto de subjuntivo oder Pretérito pluscuamperfecto de subjuntivo verwendet werden.

### Zeitverhältnisse
Die Zeitverhältnisse sind also im Subjunktiv nicht von gleicher Bedeutung wie im Indikativ. Für den Indikativ gilt mehr noch als für den Subjunktiv: Welches Tempus gewählt wird, hängt allgemein betrachtet davon ab, in welchem zeitlichen Verhältnis der Nebensatz (Protasis) zum übergeordneten Satz (Apodosis) steht. Durch die grammatische Kategorie des „Tempus“ ergibt sich eine Strukturierung, die nicht direkt zur (realen, physikalischen) Zeit in Beziehung zu setzen ist, sondern stets auf den Sprechzeitpunkt S bezogen werden muss (Ereigniszeit E – Sprechzeit S – Referenzzeit R) und Relationen zum Ausdruck bringen kann (Vorzeitigkeit – Gleichzeitigkeit – Nachzeitigkeit).
Der Subjunktiv kann auch als Modus der Interpretation angesehen werden. Damit ist die Verwendung der verschiedenen Zeiten im Subjunktiv nicht von einer (realen) Zeitlichkeit abhängig, sondern vielmehr vom Einsatz des Tempus, in dem das Verb des Hauptsatzes (Apodosis) steht, sowie von dem zeitlichen Verhältnis oder Relation von Vorzeitigkeit, Gleichzeitigkeit oder Nachzeitigkeit zwischen Hauptsatz (Apodosis) und Nebensatz (Protasis). Durch die Ereigniszeit E point of event, punto del evento wird das Zeitintervall beschrieben, das mit den Begriffen, Vor-, Gleich- und Nachzeitigkeit die drei möglichen Relationen zwischen zwei Zeitpunkten oder Zeitstufen, abbildet; sie werden üblicherweise zur Beschreibung des Verhältnisses der in Haupt- und Nebensatz ausgedrückten Vorgänge verwendet. Deshalb ist es strenggenommen nicht korrekt von den Tempora des Subjunktivs zu sprechen.

#### Vorzeitigkeit,anterioridad
Vorzeitigkeit liegt vor, wenn sich das in einem Nebensatz (Protasis) ausgedrückte Ereignis vor dem im Hauptsatz (Apodosis) erzählte Geschehen vollzieht. – Beispiel:
```
 
Después de que 
hubiéramos llegado
, 
salió el autobús.
 
Nachdem wir angekommen waren
, 
fuhr der Bus ab.

 
Hubiéramos llegado.
 
El autobús salió.
```

#### Gleichzeitigkeit,simultaniedad
Gleichzeitigkeit besteht, wenn sich das in einem Nebensatz (Protasis) ausgedrückte Geschehen gleichzeitig mit dem im Hauptsatz (Apodosis) ausgedrückten Ereignis vollzieht, spricht man von Gleichzeitigkeit. – Beispiel:
```
 
Leía el periódico
 mientras 
tu veías la tele.
 
Ich las die Zeitung
, während 
du sahst Fernsehen.

 
Leía el periódico.
 
Veías la tele.
```

#### Nachzeitigkeit,posterioridad
Wenn sich das in einem Nebensatz (Protasis) ausgedrückte Geschehen nach dem im Hauptsatz (Apodosis) ausgedrückten Ereignis vollzieht, spricht man von Nachzeitigkeit. – Beispiel:
```
 
Es una pena
 que 
no hayas venido a la cena.
 
Es ist schade
, dass 
du nicht habest gekommen zum Abendessen.
```

Das Ereignis des Abendessens ist längst vorbei, sodass dieses Geschehen nicht mehr zu beeinflussen ist.
Da der Subjunktiv keine Zeit im eigentlichen grammatischen Sinne kundtut, verleiht es den Aspekten des nicht-abgeschlossenen Vorgangs bzw. des abgeschlossenen Vorgangs Ausdruck.

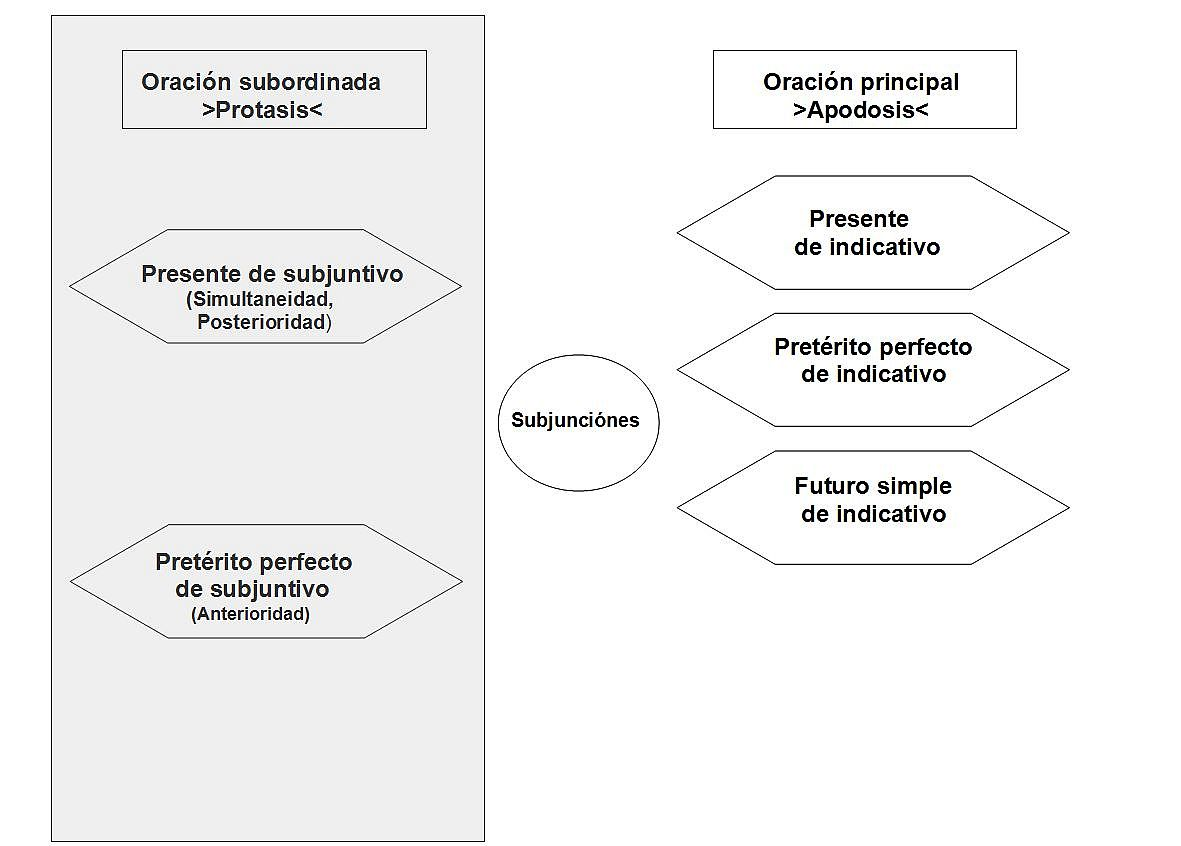
Die Zeitenfolge, correspondencia de tiempos in den Zeitformen mit Gegenwartsbezug im Hauptsatz. Hauptverb (Apodosis) im Tempus der Gegenwärtigkeit oder Zukünftigkeit lässt für den Nebensatz (Protasis) eine beliebige Tempuswahl offen. Nebensätze (Protasen) grau unterlegt.

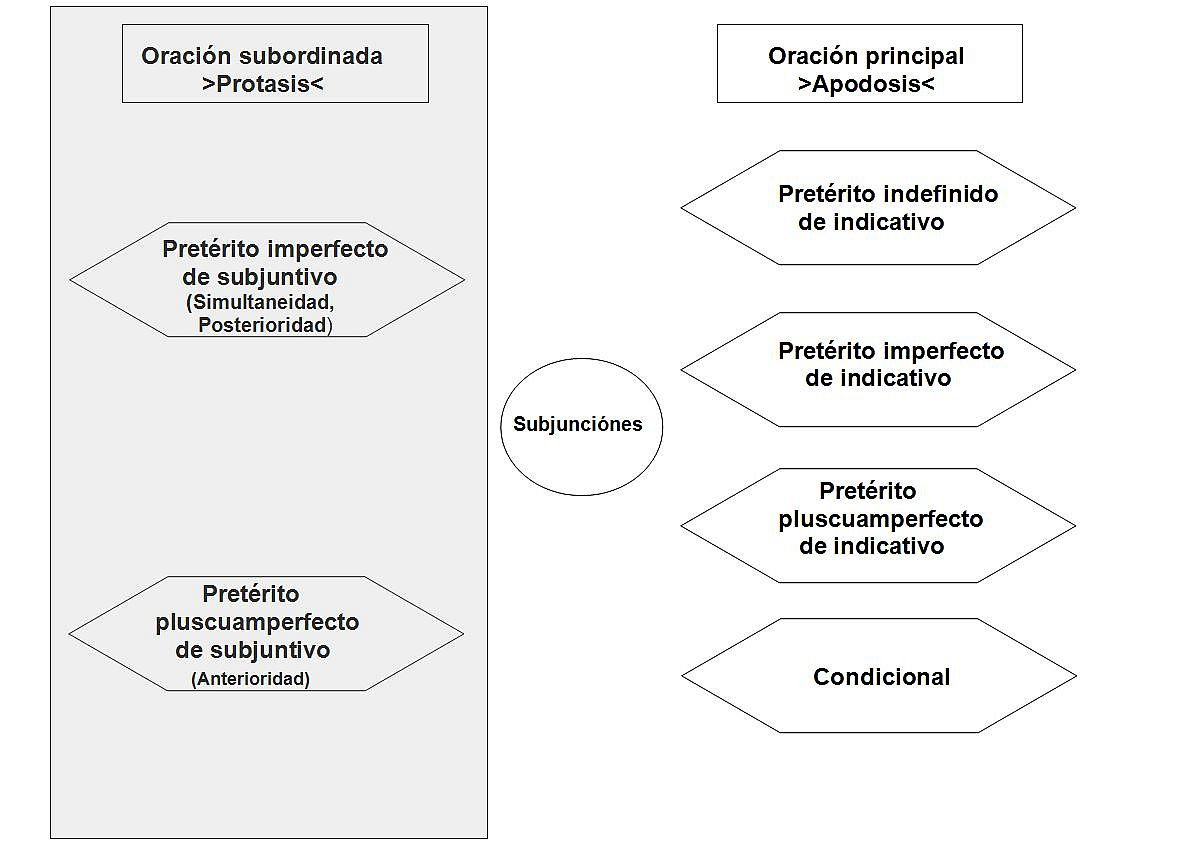
Die Zeitenfolge in den Zeitformen mit Vergangenheitsbezug im Hauptsatz. Hauptverb (Apodosis) in einem Tempus der Vergangenheit lässt zwingend nur den imperfecto, pretérito perfecto oder pretérito pluscuamperfecto de subjuntivo zu. Nebensätze (Protasen) grau unterlegt.

Die Modi geben die subjektive Einstellung, Bedingtheit, also Zusammenhänge zwischen Objekten und den Repräsentationen im menschlichen Bewusstsein sowie der Aufforderung wieder.
Der amerikanische Linguist Matte (1988) bezieht die einzelnen Modi auf kognitive Prozesse, genauer auf einen unterschiedlichen Abstraktionsgrad, den sie aufwiesen oder auslösten, indem sie sich voneinander unterschieden. Ihrem Abstraktionsgrad entsprechend ordnete er die Modi folgendermaßen an:
- Indikativ, indicativo
- Imperativ, imperativo
- Konjunktiv, subjuntivo
- Konditional, condicional[A 11]
- Infinitiv, infintivo.

Nach seinen Überlegungen befindet sich der Indikativ auf der niedrigsten Abstraktionsstufe, er repräsentiere die Realität und erlaube dem Sprecher, den Sachverhalt zeitlich einzuordnen. Der Imperativ bringe den Willen des Sprechers zum Ausdruck und stehe damit den „zeitlosen“ Modi (Konjunktiv, Konditional, Infinitiv) näher als dem eindeutig „zeitgebundenen“ Indikativ. Aus diesem Grund werde der Imperativ als eine Brücke zwischen dem Indikativ und dem Konjunktiv betrachtet. Auf einer weiteren, höheren Abstraktionsstufe befinde sich der Konjunktiv, der zwar ebenfalls wie der Imperativ den Willen (Befehle, Wünsche, Bedingungen, Bitten) ausdrücke, aber auch eine Reihe an anderen Modalitäten formuliere, so die Subjektivität (in Urteilen, Meinungen, Überzeugungen, Wünschen u. ä. m.) und des Zweifels. Schließlich weise der Infinitiv als die nicht flektierte Verbform den höchsten Abstraktionsgrad auf. Er benenne verschiedene Arten von verbalen Prozessen auf abstrakte Weise, losgelöst von jeglicher zeitlichen Referenz, und gleiche damit dem Substantiv.

## Übersicht

### Gebrauch des Subjunktivs
Benutzt ein Sprecher den Subjuntivo, so geht es meist weniger darum, eine Tatsache zu schildern, als vielmehr um die sprecherinterne Haltung, die Gefühle oder Meinungen und so weiter auszudrücken. Damit wird impliziert, dass der Subjunktiv häufiger dann genutzt wird, wenn das Eintreten eines Ereignisses, Tatbestandes als Alternative zu einem anderen Ereignis präsentierbar wird. Für den Gebrauch des Subjunktivs werden die Ereignisse unter der speziellen Perspektive ihres Eintretens fokussiert; abstrahiert von ihrem Eingetretensein. Es handelt sich hier um die Färbung der Aussage durch den Sprecher selbst. Diese Erklärung des romanischen Subjunktivs oder spanischen subjuntivos gibt aber Anlass zu sprachwissenschaftlichen Diskussionen und Theorienbildungen, so die aktuelle linguistische Forschung über den subjuntivo.
Als weitere Schlüsselwörter, die dem Begriff des „Subjunktivs“ nahestehen oder die mit dem „Inzidenzmodus“ verbunden sind, können dienen: Vorwegnahme; Zukünftiges; Vorherzusehendes; Hypothese; Virtualität; Hoffnung; rudimentäre Tempusgliederung; Inaktualität; virtuelle Zeit; zeitliche Bezüge sind diffus; Gleichzeitigkeit fällt mit der Nachzeitigkeit zusammen; Reduktion der Zeitlichkeit auf Vorzeitigkeit bzw. Nicht-Vorzeitigkeit; Unsicherheit; Ungewissheit; Entscheidung unter Unsicherheit; Subjektivität; Eventualität; Alternativen; Optativ; Wünschen; Zweifeln; Wollen, Befehlen oder Auffordern, Befürchten oder unsicheres Denken; denkende, fühlende Stellungnahme; das nicht in seiner Konkretheit erfassbare; Sachverhalte als möglich darzustellen.
Nach Dietrich (2008) gehören zum Gebrauch des Subjunktivs vor allem die Finalität, die potentiale und die irreale hypothetische Bedingung, die negative Behauptung, die Verallgemeinerung, die Bezugnahme auf ein Ereignis oder eines Tatbestandes in der Vorstellung, die Gefühlsäußerung sowie die zeitliche Begrenzung einer Handlung.
Wenn das Hauptverb (Apodosis) in einem Tempus der Gegenwärtigkeit oder der Zukünftigkeit steht, kann im Nebensatz (Protasis) ein beliebiges Tempus ausgewählt werden, wird aber ein Hauptverb (Apodosis) in einem Tempus der Vergangenheit eingesetzt, muss dagegen ein imperfecto, ein pretérito perfecto oder ein pretérito pluscuamperfecto de subjuntivo in der Protasis gesetzt werden.
Wenn die Handlung des Hauptsatzes (Apodosis) in einer Zeitform der Gegenwärtigkeit steht, bedeutet dies, dass die Handlung im Nebensatz (Protass) bereits vorher hätte stattfinden können und keinen Bezug mehr zur Gegenwart hat. – Beispiel:
```
 
Supongo
 
que
 
los miembros se alegran de que tú mantuvieras.
 
Ich vermute
, dass 
die Mitglieder sich freuen wovon du hättest dich unterhalten.
 
Presente de indicativo
 + 
Pretérito imperfecto de subjuntivo
```

Wenn also das Verb im Hauptsatz in einer Zeitform der Vergangenheit oder aber im condicional simple steht, bedeutet das, dass die Handlung oder das mögliche Eintreten im Subjunktiv (Protasis) gleichzeitig oder aber später als die Handlung im Hauptsatz hätte stattfinden können. – Beispiel:
```
 
Sin embargo necesitaríamos alguna voluntaria
 
que
 
ayudara para el estudio de investigación.
 
Nichtsdestotrotz würden wir brauchen eine Freiwillige
 die 
uns geholfen hätte für die Forschungsstudie.
 
Condicional simple
 + Pretérito imperfecto de subjuntivo
```

Daher steht der Subjuntivo häufig, aber nicht zwangsläufig:
- zum Ausdruck von Wünschen (meist durch que oder ojalá eingeleitet):

```
 
¡Que se 
divierta!
 
Viel Vergnügen!

 
¡Ojalá 
apruebes
 el examen!
 
Hoffentlich bestehest du die Prüfung!
```

Wird das Modaladverb ojalá zum Ausdruck eines Wunsches eingesetzt, stellt sich die Frage, ob der Wunsch möglich oder zumindest nicht unwahrscheinlich ist. Ist dies gegeben, folgt auf ojalá das presente de subjuntivo. Die Ereigniszeit E liegt dabei in der Zukünftigkeit. – Beispiele:
```
 
Espero aprobar el examen de pasado mañana, he estudiado mucho.
 
Ich erwarte zu bestehen das Examen übermorgen, ich habe studiert sehr viel.

 
Ojalá apruebe el examen.
 
Vielleicht bestehe ich das Examen.
```

Setzt man ojalá mit der Absicht ein, um einer Wunscherfüllung Ausdruck zu verleihen, die entweder als nicht möglich oder eher als unwahrscheinlich angesehen wird, folgt ihm das pretérito imperfecto de subjuntivo. – Beispiele:
```
 
Qué pena no poder hablar con este extraterrestre.
 
Wie schade nicht zu sprechen können mit dem Außerirdischen.

 
Ojalá pudiera hablar con este extraterrestre.
 
Vielleicht könnte ich sprechen mit dem Außerirdischen.
```

Die Ereigniszeit E liegt dabei in der Gegenwärtigkeit.
Wird mit ojalá ein Wunsch in Sprache gesetzt der nicht mehr erfüllbar ist, da er in der Vergangenheit lag, verwendet man den pretérito pluscuamperfecto de subjuntivo. – Beispiel:
```
 
¡Ojalá lo hubiera sabido antes!
 
Vielleicht es ich hätte gewusst früher!
 Hätte ich es doch früher gewusst!
```

Die Ereigniszeit E liegt dabei in der Vergangenheit.
```
 
Juana no llegaba. Ojalá no le hubiera pasado nada.
 
Juana nicht kam. Hoffentlich nicht ihr wäre passiert nichts.
```

Der Subjunktiv kann als Modus der Interpretation angesehen, er umschreibt eher die zeitlichen Verhältnisse und so verschmelzen gewissermaßen die „Zeiten“ des Subjunktivs Vergangenheit, Gegenwärtigkeit und Zukünftigkeit miteinander. Für das konkrete Beispiel zeigt sich; denn obgleich die Ereigniszeit E in der Vergangenheit liegt, lässt sie sich nicht exakt bestimmen und der zeitliche Rahmen von „hubiera pasado nada“ ist entsprechend weit.
- zum Ausdruck einer Willensäußerung:
  - Dabei gibt es eine ganze Reihe von Verben, die den Subjuntivo auslösen können, wie zum Beispiel aconsejar a alguien (jemandem etwas raten), esperar (hoffen), insistir en algo (auf etwas bestehen), perdonar (verzeihen), recomendar (empfehlen), exigir (verlangen; fordern) et cetera.

```
 
Espero que todo te 
vaya
 bien.
 
Ich hoffe, dass alles für dich es gehe gut.

 
Te recomendamos que 
vayas
 al colegio regularmente.
 
Wir empfehlen dir, dass du regelmäßig zur Schule gehest / regelmäßig zur Schule zu gehen.

 
Exijo que me 
digas
 la verdad.
 Ich verlange, dass du mir sagest die Wahrheit.
```

- - Darüber hinaus gibt es eine Vielzahl an unpersönlichen Ausdrücken, expresiones impersonales, die den Gebrauch des Subjuntivo erforderlich machen, zum Beispiel es aconsejable (que) (es ist ratsam), es fundamental (que) (es ist grundlegend/wesentlich), es mejor (que) (es ist besser) und so weiter. Der Subjuntivo findet nach diesen Ausdrücken dann Anwendung, wenn es ein persönliches Subjekt gibt, nach unpersönlichem Subjekt steht der Infinitiv des Verbs:

```
 
Es aconsejable que 
estudiéis
 la lengua.
 
Es ist ratsam, dass ihr studieret die Sprache.
```

- - Die zweite Möglichkeit mit unpersönlichem Subjekt sieht folgendermaßen aus:

```
 
Es aconsejable 
estudiar
 la lengua.
 
Es ist ratsam, die Sprache zu studieren.
 (Infinitiv)
```

- zum Ausdruck einer subjektiven Bewertung:
  - Dabei wird der vom Sprecher erwähnte Sachverhalt von ihm selbst als wahr vorausgesetzt. Auch in dieser Gruppe gibt es sowohl Verben (alegrarse, estar contento, lamentar und so weiter) als auch unpersönliche Ausdrücke, wie beispielsweise es bueno (que), es agradable (que), me gusta (que), es lógico (que), die den Subjuntivo nach sich ziehen.
  - Beispiele mit Verben:

```
 
Me alegro de que 
hayáis aprobado
 el examen.
 
Ich freue mich, dass ihr die Prüfung bestanden habet.

 
Me enfada que la fiesta no 
tenga
 lugar en mi casa.
 
Es ärgert mich, dass die Feier nicht bei mir zu Hause stattfinde.
```

- - Beispiel mit unpersönlichen Ausdrücken, expresiones impersonales:

```
 
Me molesta que 
estés
 tan ruidoso.
 
Es stört mich, dass du so laut seist.

 
Es lógico que no 
haya
 encontrado un puesto de trabajo.
 
Es ist logisch, dass er keine Arbeitsstelle gefunden habe.
```

- zum Ausdruck des Zweifels, der Unsicherheit oder der Wahrscheinlichkeit:
  - Dazu zählen nicht nur Ausdrücke wie es probable (es ist wahrscheinlich) oder das Verb dudar (bezweifeln), sondern auch die verneinten Formen von Ausdrücken, die Sicherheit widerspiegeln.

```
 
Dudo que los profesores siempre 
tengan
 razón.
 
Ich bezweifle, dass die Lehrer immer recht haben.

 
Es probable que yo 
venga
.
 
Ich werde wahrscheinlich kommen;
 bzw. 
Ich komme wahrscheinlich.

 
No es cierto que Pedro 
vaya
 a comprarse un coche.
 
Es ist nicht sicher, dass sich Pedro ein Auto kaufte.
```

- - Aber Indikativ:

```
 
Es cierto que Pedro 
va
 a comprarse un coche.
 
Es ist sicher, dass sich Pedro ein Auto kaufen wird.
```

- nach verneinten Sätzen der Meinungsäußerung:

```
 
No creo que mañana 
llueva
.
 
Ich glaube nicht, dass es morgen regnet.

 
No es verdad que todos los estudiantes 
sean
 vagos.
 
Es stimmt nicht, dass die Studenten faul seien.
```

- - Dabei kommt es darauf an, ob der Satz, der den Subjuntivo einleitet, verneint ist oder nicht:

```
 
Creo que mañana no 
llueve.
 
Ich glaube, dass es morgen nicht regnet.
 (Indikativ)
 
Es verdad que los estudiantes no 
son
 vagos.
 
Es stimmt, dass die Studenten nicht faul sind.
 (Indikativ)
```

- nach bestimmten Konjunktionen:
  - Diese erfordern den Subjuntivo, wie beispielsweise:
    - antes (de) que – bevor
    - para que, a fin (de) que, con el fin de que – damit
    - sin que – ohne dass
    - aun cuando – selbst wenn
    - después de que – nachdem

  - Aber einige Konjunktionen lassen sowohl die Verwendung des Subjuntivo als auch den Indikativ zu:[A 13]
    - cuando – sobald, als, immer, wenn
    - aunque – selbst wenn, obwohl, gleichwohl, obgleich
    - por mucho que – selbst wenn, obwohl, auch wenn
    - mientras (que) – solange, während
    - si – wenn, falls, ob

- im Relativsatz,
  - wenn dieser eine Forderung oder eine Bedingung ausdrückt:

```
 
Necesitamos una oficiala que 
tenga
 conocimientos en informática.
 
Wir brauchen eine Sekretärin, die Computerkenntnisse hat.
```

- - wenn der Vordersatz verneint ist und das Gesagte auf niemanden beziehungsweise auf nichts zutrifft:

```
 
No hay nadie que lo 
sepa
.
 
Es gibt niemanden, der/die es weiß.
```

- - wenn die Nominalgruppe unbestimmt ist:

```
 
Él que 
haya trabajado
 mucho, está gratificado.
 
Derjenige der viel gearbeitet habe, wird belohnt.
```

- - nach den Indefinitpronomen quienquiera (wer auch immer),  cualquiera (jede), cualquier + Substantiv (irgendein) und comoquiera (wie auch immer):

```
 
Quienquiera lo 
haya dicho
, no me interesa.
 
Wer es auch immer gesagt hat, es interessiert mich nicht.
```

- - nach den negativen Indefinitpronomen nada, nadie, ninguno oder bei positiven Indefinitpronomen wie algo oder alguien
  - in festen Wendungen wie zum Beispiel:

```
 
Como tú 
digas
 ….
 
Wie du meintest, …

 
Que yo 
sepa
 …
 
Soviel ich weiß, …
```

Verben, die dem Subjunktiv nahestehen (Auswahl):
- agradar – gefallen
- detestar – hassen
- disgustar – missfallen
- dudar – zweifeln
- encantar – begeistern, entzücken
- esperar – warten
- desear – wünschen, ersehnen
- gustar – gefallen
- molestar – stören
- querer – mögen
- sorprender – erstaunen
- sufrir – leiden

Unpersönliche Ausdrücke
- Die Konstruktion „unpersönlicher Ausdruck“, expresión impersonal, + „que“ löst häufig den Subjuntivo aus. Es sind Sätze, die im Deutschen regelhaft mit „Es ist“ beginnen. Es sind Konstruktionen mit „ser“ + „Substantiv“ + „que“, „ser“ + „Adjektiv“ + „que“ und „estar“ + Adverb + „que“. Hierzu einige Beispiele.
  - es aconsejable (que) – es ist ratsam
  - es fundamental (que) – es ist fundamental, es ist wesentlich
  - es importante (que) – es ist wichtig
  - es probable (que) – es ist wahrscheinlich

## Zeitenfolge
Zwei sprachliche Aussagen können zueinander in einer zeitlichen und auch aspektueller Beziehung stehen. Entweder verläuft eine Handlung oder ein Ereignis vor einem anderen, oder beide verlaufen gleichzeitig.
Man nennt diese Chronologie der Ereignisse eine Zeitenfolge, correspondencia de tiempos und unterscheidet zwischen einer Vorzeitigkeit, Gleichzeitigkeit und Nachzeitigkeit. Der Sprecher betrachtet, ob sich die Handlung, das Ereignis im Nebensatz (Protasis) gegenüber der des Hauptsatzes (Apodosis) – früher, gleichzeitig oder später abspielte, abspielt oder abspielen wird.
Das Tempus beschreibt ausgehend vom Sprechzeitpunkt S in welchem Moment der Ereigniszeit E das Verb vollzogen wird, d. h. die „Zeit“ eines Satzes wird nicht auf die Zeit eines anderen Satzes bezogen, sondern wird vom Sprecher oder Schreiber frei gesetzt; entweder davor, danach oder jetzt. Man unterscheidet drei Zeitstufen: Gegenwärtigkeit, presente, Vergangenheit, pasado und Zukünftigkeit, futuro.
Die „Zeit“ kann aber auch vom Sprecher oder Schreiber als abhängig oder bezogen auf andere Entität betrachtet werden, d. h. die „Zeit“ des einen Satzes, meist eines Nebensatzes (Protasis), wird auf die „Zeit“ eines anderen Satzes, meist des übergeordneten Hauptsatzes (Apodosis) bezogen. Man unterscheidet hier die folgenden Zeitverhältnisse (oder auch im Sinne von Koschmieder Zeitrichtungsbezug): Nachzeitigkeit, posterioridad, Gleichzeitigkeit, simultaneidad und Vorzeitigkeit, anterioridad. Für den Gebrauch des Subjuntivo kann man die Tempora (Zeitstufen) in eine Gegenwarts- und eine Vergangenheitsgruppe einteilen.
Der Aspekt ist eine grammatische Kategorie, die die „interne Zeit“ eines Ereignisses oder eines Zustandes zum Ausdruck bringt, er betrachtet nicht die Zeitstufen, sondern die zeitliche Struktur von Handlungen. Er beschreibt die innere zeitliche Konturierung einer Handlung, eines Ereignisses aus der Perspektive des Sprechers. Hier wird entscheidend, welche Ausdehnung eine Handlung besitzt, ob sie also abgeschlossen (aspecto perfectivo) ist oder noch andauert (aspecto imperfectivo) und wie der Sprecher oder Schreiber in diese einbezogen ist. – Beispiel:
```
 
Cuando hayas cumplido treinta años te felicitaré.

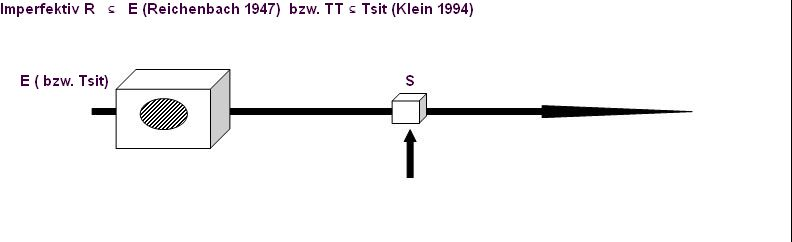
Darstellung nach H. Reichenbach (1947) bzw. W. Klein (1994) des Aspektes Imperfektiv: R ⊆ E, d. h. die Referenzzeit R ist in der Ereigniszeit E enthalten, die temporalen Beziehungen (Pretérito imperfecto) bilden sich dann E < R – S ab (Zeitraum).

 
Wenn du habest erfüllt dreißig Jahre dir ich werde gratulieren.
 
Pretérito perfecto de subjuntivo
 + 
Futuro simple de indicativo
 
Aspecto imperfectivo
```

```
 
La joven negaba
 
que
 
tuviera otro novio.
 
Die junge Frau wollte noch nicht zugeben, dass sie habe noch einen anderen Freund.
 Pretérito imperfecto + 
Pretérito imperfecto de subjuntivo
 
(oración completiva)
 Die Nichtabgeschlossenheit eines Geschehens lässt sich mit dem Adverb „noch“ wiedergeben; als Ausdruck der 
„Imperfektivität“
[
A 14
]
 übersetzen.
```

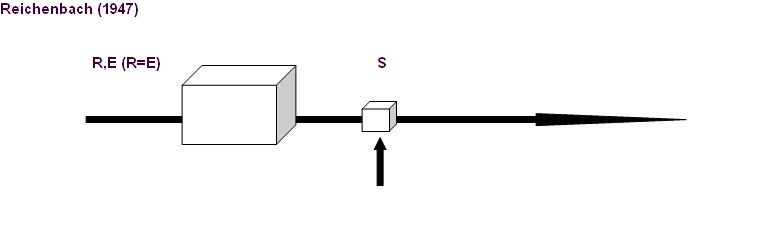
Zeitachse Vergangenheit, E,R-S (E = R < S), dabei steht E für die zeitliche Zuordnung wenn das Ereignis stattfindet, dabei steht R für die Zeit auf die man sich bezieht.

Aus dem Blickwinkel der Zeitstufen nach Hans Reichenbach (1947) bzw. dem Zeitintervall Referenzpunkt R point of reference, punto de referencia unterscheidet man drei Zeitstufen: Gegenwärtigkeit, presente, Vergangenheit, pasado und Zukünftigkeit, futuro. Ferner werden noch die folgenden Zeitverhältnisse unterschieden: Nachzeitigkeit, posterioridad, Gleichzeitigkeit, simultaneidad und Vorzeitigkeit, anterioridad.
Im letzten Beispiel stehen die zwei sprachlichen Aussagen, der des Hauptsatzes (Apodosis) „la joven negaba“ und des Nebensatzes (Protasis, Kompletivsatz) „tuviera otro novio“ zueinander in einer zeitlichen und aspektueller Beziehung. Beide werden durch das Relativpronomen „que“ zu einem Kompletivsatz, oración completiva geformt. Das Tempus bzw. das Ereignis E des Hauptsatzes, hier im Pretérito imperfecto de indicativo beschreibt allgemein betrachtet, ausgehend vom Sprechzeitpunkt S, in welchem Moment der Ereigniszeit E das Verb vollzogen wird. Das Ereignis E „la joven negaba“ liegt vor dem Sprechzeitpunkt S; die Referenzzeit R referiert oder diskriminiert durch das Tempus des imperfecto eine Nachzeitigkeit, posterioridad, obgleich die Referenzzeit R in der Ereigniszeit E enthalten bleibt. Denn für den imperfecto gilt, dass das Ereignis „la joven negaba“ nicht in der Vergangenheit abgeschlossen worden ist bzw. dass, das Ende in der Vergangenheit unbestimmt bleibt.
In diesem Fall, wenn das Verb im Hauptsatz „negaba“ aus der Vergangenheitsgruppe stammt, benutzt man in einem angeschlossenen „que“-Satz zum Ausdruck der Nachzeitigkeit den Pretérito imperfecto de subjuntivo. Nachzeitigkeit bedeutet, dass die Handlung, die in einer untergeordneten Konstruktion geschildert wird, „tuviera otro novio“ nach der in der übergeordneten Konstruktion „la joven negaba“ geschilderten Handlung stattfände.
| Satzteil 1                        | Satzteil 2                   |
| --------------------------------- | ---------------------------- |
| Protasis                          | Apodosis                     |
| Nebensatz                         | Hauptsatz                    |
| Oración subordinada               | Oración principal            |
| Antezendens                       | Konsequens                   |
| „Vordersatz“                      | „Nach- oder Folgesatz“       |
| Bedingungen                       | Geschehen, Ereignisse        |
| Voraussetzungen, Gründe           | Folgen                       |
| Unabhängig                        | Abhängig                     |
| „spannungsschaffender Vordersatz“ | „spannungslösender Nachsatz“ |
| Koordination                      | Subordination                |
| Vorstellung, mentaler Raum        | Aussage                      |

```
 
Aunque hayas estudiado mucho, no has aprobado ninguna asignatura.
 
Selbst wenn du habest gelernt viel, nicht du hast bestanden niemals das Fach.
 Pretérito perfecto de subjuntivo + 
Pretérito perfecto de indicativo
 
Aspecto perfectivo
```

Zur Gegenwartsgruppe gehören Präsens, Presente, Zukunft, Futuro simple o perfecto, und Perfekt, Pretérito perfecto, während sich die Vergangenheitsgruppe aus Imperfekt, Pretérito imperfecto, Indefinido, Pretérito indefinido, Plusquamperfekt, Pretérito pluscuamperfecto, und dem Konditional, Condicional simple o perfecto, zusammensetzt (vgl. hierzu Consecutio temporum).
Gegenwartsgruppe:
- Gehört das Verb im Hauptsatz der Gegenwartsgruppe an, so benutzt man, um Gleichzeitigkeit auszudrücken, den Subjuntivo Präsens. – Beispiele:

```
 
Me molesta que fumes.
 
Es stört mich, dass du rauchst.
```

- Zur Darstellung der Vorzeitigkeit verwendet man den Subjuntivo Perfekt:

```
 
Es lógico que no hayan aprobado el examen.
 
Es ist logisch, dass sie die Prüfung nicht bestanden haben.
```

Vergangenheitsgruppe:
- Ist das Verb im Hauptsatz aus der Vergangenheitsgruppe, so benutzt man im angeschlossenen que-Satz zum Ausdruck von Gleich- und Nachzeitigkeit den Imperfekt des Subjuntivo. – Beispiele:

```
 
Me molestó que fumaras / fumases.
 
Es störte mich, dass du rauchen würdest.
```

- Vorzeitigkeit wird durch das Plusquamperfekt des Subjuntivo ausgedrückt:

```
 
Fue lógico que no hubieran / hubiesen aprobado el examen.
 
Es war logisch, dass sie die Prüfung nicht bestanden hätte.
```

| Modo indicativo – Tempus bzw. Aspekt des Hauptsatzes (Apodosis)                                                | Modo subjuntivo – Tempus bzw. Aspekt des Nebensatzes (Protasis)                                                                       |
| --- | --- |
| Presente | - Presente de subjuntivo bei Gleichzeitigkeit, simultaneidad oder Nachzeitigkeit, - Pretérito perfecto bei Vorzeitigkeit              |
| Imperativo | - Presente de subjuntivo bei Gleichzeitigkeit oder Nachzeitigkeit, - Imperfecto de subjuntivo bei Vorzeitigkeit                       |
| Pretérito indefinido, Pretérito imperfecto, Pretérito anterior, Pretérito perfecto, Pretérito pluscuamperfecto | - Imperfecto de subjuntivo bei Gleichzeitigkeit oder Nachzeitigkeit, posterioridad - Pluscuamperfecto de subjuntivo bei Vorzeitigkeit |
| Futuro simple, Futuro perfecto                                                                                 | - Presente de subjuntivo bei Gleichzeitigkeit oder Nachzeitigkeit, - Perfecto de subjuntivo bei Vorzeitigkeit, anterioridad           |
| Condicional simple, Condicional perfecto                                                                       | - Imperfecto de subjuntivo bei Gleichzeitigkeit oder Nachzeitigkeit, - Pluscuamperfecto de subjuntivo bei Vorzeitigkeit               |

### Beispiele zum Subjunktiv
Die erste Person, der Sprecher oder das erste Subjekt des entstehenden Satzes äußert sich in dem ausgesprochenen (Haupt-)Satz derart, dass er z. B. mit dem ersten Prädikat oder Verb einen Zustand des Nicht-Wirklichen, Hypothetischen, Ungewissen, Irrealen beschreibt. Der Sprecher also „wünscht“, „empfiehlt“, „meint“, „möchte“, „vermutet“, „wähnt“ usw., dass die zweite Person, der Adressat, das zweite Subjekt im gesprochenen (Neben-)Satz durch die Verbindung über eine Konjunktion oder ein Adverb diese Person veranlassen könnte, entsprechend zu handeln. Das hierfür nötige zweite Prädikat oder Verb dieser möglichen Handlung im gesprochenen Satz steht dann im subjuntivo. – Beispiele:
```
 
Yo
 + 
quiero
 + 
que
 + 
hables
 + 
español.
 Su1 + Pr1 + Konjunktion/Adverb + Su2 + Pr2. 
Ich möchte, dass du Spanisch sprichst.

 
¿Quieres
 + 
que
 + 
te
 
lave
 + 
el coche?
 
Möchtest du, dass er dir das Auto wäscht?
```

Der spanische subjuntivo weist etliche Gemeinsamkeiten mit dem französischen subjonctif, dem italienischen congiuntivo und dem portugiesischen subjuntivo auf. Abgesehen vom französischen und rumänischen Subjunktiv/Konjunktiv, ist er in allen übrigen romanischen Sprachen an der Alternanz des Kennvokals der jeweiligen Verbkonjugation erkennbar.
Nach Helmut Berschin, Julio Fernández-Sevilla und Josef Felixberger wird der Indikativ als ein versprachlichter Sachverhalt einer „gültigen“ Aussage gekennzeichnet, hingegen schränke eine subjunktivische Aussage des Sprechers die „Gültigkeit objektiv und/oder subjektiv ein“. – Beispiele:
```
 
Indikativ:
 
Llega
 mañana.
 
Er kommt morgen.
 Aussage gültig.
```

```
 
Subjunktiv:
 
Tal vez 
llegue
 mañana.
 
Vielleicht kommt er morgen.
 Aussage mit eingeschränkter Gültigkeit.
```

In der normativen spanischen Grammatik, gramática normativa, verleiht der Indikativ, modo indicativo, gewissermaßen der „Objektivität“ oder der „Realität“ Ausdruck. Für den modo subjuntivo hingegen gilt, dass hier eine subjektive Einstellung des Sprechers oder die Möglichkeiten zum Ausdruck gebracht werden. Also:
- Ein Sprecher stellt fest und berichtet, gibt also die Nachricht, den Aussageinhalt „unverändert“ weiter: Indikativ.
- Ein Sprecher interpretiert und gibt die Nachricht bzw. den Aussageinhalt unter der Maßgabe von Wunsch (Optativ), Erwartung, Unsicherheit, Zögern, Zweifel, Freude, Empfehlung usw. weiter: Subjunktiv.

Eine hypothetische Auffassung oder Darstellung des Subjunktivs, welche nicht unbestritten ist (siehe hierzu unter „4. Allgemeines“). Denn gemäß einer anderen Annahme zu diesem Thema würden sich der Subjunktiv und der Indikativ als jeweils eine von zwei Grundfunktionen der spanischen Sprache zeigen und als Präsentationsfiguren bestimmte Ereignisse versprachlichen.
Beispiele (in der Übersetzung des 3. und 5. Satzes der Subjunktiv stilistisch „falsch“ nachgebildet):
| SubjuntivoPretérito Presente: | Aunque llueva, iré a verte. | KonjunktivPräsens: | Selbst wenn es regnete, werde ich dich besuchen.                                    |
| IndicativoPresente:           | Aunque llueve, iré a verte. | IndikativPräsens:  | Obwohl es regnet, werde ich dich besuchen.                                          |
| SubjuntivoPretérito Presente: | Es fácil que llueva.        | KonjunktivPräsens: | Es ist wahrscheinlich, dass es regnete (korrekt: regnet, regnen könnte u. ä.).      |
| IndicativoPretérito Presente: | Creo que llueve hoy.        | IndikativPräsens:  | Ich glaube, dass es heute regnet.                                                   |
| SubjuntivoPretérito Presente: | No creo que llueva hoy.     | KonjunktivPräsens: | Ich glaube nicht, dass es heute regnete (korrekt: regnen wird, regnen kommt u. ä.). |

Übersichtstabelle der Endungen bei regelmäßigen Verben. Ein Vergleich der Modi:
| Modo indicativo      | Modo indicativo      | Modo indicativo      | Modo indicativo      | Modo indicativo      | Modo indicativo      | Modo indicativo           | Modo indicativo           | Modo indicativo           | Modo indicativo         | Modo indicativo         | Modo indicativo         | Modo indicativo | Modo indicativo | Modo indicativo | Modo indicativo | Modo indicativo | Modo indicativo | Modo indicativo | Modo indicativo | Modo indicativo | Modo indicativo |
| Presente             | Presente             | Presente             | Presente             | Presente             | Presente             | Pretérito perfecto simple | Pretérito perfecto simple | Pretérito perfecto simple | Pretérito imperfecto    | Pretérito imperfecto    | Pretérito imperfecto    | Futuro simple | Futuro simple | Futuro simple | Condicional simple | Condicional simple | Condicional simple | Condicional simple | Condicional simple | Condicional simple |                 |
| -------------------- | -------------------- | -------------------- | -------------------- | -------------------- | -------------------- | ------------------------- | ------------------------- | ------------------------- | ----------------------- | ----------------------- | ----------------------- | --- | --- | --- | --- | --- | --- | --- | --- | --- | --------------- |
| I.                   | I.                   | II.                  | II.                  | III.                 | III.                 | I.                        | II.                       | III.                      | I.                      | II.                     | III.                    | I. | II. | III. | I. | I. | II. | II. | III. | III. |                 |
| -o                   | -o                   | -o                   | -o                   | -o                   | -o                   | -é                        | -í                        | -í                        | -aba                    | -ía                     | -ía                     | -aré | -eré | -iré | -aría | -aría | -ería | -ería | -iría | -iría |                 |
| -as                  | -ás                  | -es                  | -és                  | -es                  | -ís                  | -aste                     | -iste                     | -iste *                   | -abas                   | -ías                    | -ías                    | -arás | -erás | -irás | -arías | -arías | -erías | -erías | -irías | -irías |                 |
| -a                   | -a                   | -e                   | -e                   | -e                   | -e                   | -ó                        | -ió                       | -ió                       | -aba                    | -ía                     | -ía                     | -ará | -erá | -irá | -aría | -aría | -ería | -ería | -iría | -iría |                 |
| -amos                | -amos                | -emos                | -emos                | -imos                | -imos                | -amos                     | -imos                     | -imos                     | -ábamos                 | -íamos                  | -íamos                  | -aremos | -eremos | -iremos | -aríamos | -aríamos | -eríamos | -eríamos | -iríamos | -iríamos |                 |
| -áis                 | -áis                 | -éis                 | -éis                 | -ís                  | -ís                  | -asteis                   | -isteis                   | -isteis                   | -abais                  | -íais                   | -íais                   | -aréis | -eréis | -iréis | -aríais | -aríais | -eríais | -eríais | -iríais | -iríais |                 |
| -an                  | -an                  | -en                  | -en                  | -en                  | -en                  | -aron                     | -ieron                    | -ieron                    | -aban                   | -ían                    | -ían                    | -arán | -erán | -irán | -arían | -arían | -erían | -erían | -irían | -irían |                 |
|                      |                      |                      |                      |                      |                      |                           |                           |                           |                         |                         |                         | | | | | | | | | |                 |
| Modo subjuntivo      | Modo subjuntivo      | Modo subjuntivo      | Modo subjuntivo      | Modo subjuntivo      | Modo subjuntivo      | Modo subjuntivo           | Modo subjuntivo           | Modo subjuntivo           | Modo subjuntivo         | Modo subjuntivo         | Modo subjuntivo         | Modo subjuntivo | Modo subjuntivo | Modo subjuntivo | Modo imperativo | Modo imperativo | Modo imperativo | Modo imperativo | Modo imperativo | Modo imperativo |                 |
| Presente             | Presente             | Presente             | Presente             | Presente             | Presente             | Pretérito imperfecto I    | Pretérito imperfecto I    | Pretérito imperfecto I    | Pretérito imperfecto II | Pretérito imperfecto II | Pretérito imperfecto II | Futuro simple | Futuro simple | Futuro simple | Imperativo positivo | Imperativo positivo | Imperativo positivo | Imperativo positivo | Imperativo positivo | Imperativo positivo |                 |
| I.                   | I.                   | II.                  | II.                  | III.                 | III.                 | I.                        | II.                       | III.                      | I.                      | II.                     | III.                    | I. | II. | III. | I. | I. | II. | II. | III. | III. |                 |
| -e                   | -e                   | -a                   | -a                   | -a                   | -a                   | -ara                      | -iera                     | -iera                     | -ase                    | -iese                   | -iese                   | -are | -iere | -iere | — | — | — | — | — | — |                 |
| -es                  | -es                  | -as                  | -as                  | -as                  | -as                  | -aras                     | -ieras                    | -ieras                    | -ases                   | -ieses                  | -ieses                  | -ares | -ieres | -ieres | -a | -á | -e | -é | -e | -í |                 |
| -e                   | -e                   | -a                   | -a                   | -a                   | -a                   | -ara                      | -iera                     | -iera                     | -ase                    | -iese                   | -iese                   | -are | -iere | -iere | -e | -e | -a | -a | -a | -a |                 |
| -emos                | -emos                | -amos                | -amos                | -amos                | -amos                | -áramos                   | -iéramos                  | -iéramos                  | -ásemos                 | -iésemos                | -iésemos                | -áremos | -iéremos | -iéremos | -emos | -emos | -amos | -amos | -amos | -amos |                 |
| -éis                 | -éis                 | -áis                 | -áis                 | -áis                 | -áis                 | -arais                    | -ierais                   | -ierais                   | -aseis                  | -ieseis                 | -ieseis                 | -areis | -iereis | -iereis | -ad | -ad | -ed | -ed | -id | -id |                 |
| -en                  | -en                  | -an                  | -an                  | -an                  | -an                  | -aran                     | -ieran                    | -ieran                    | -asen                   | -iesen                  | -iesen                  | -aren | -ieren | -ieren | -en | -en | -an | -an | -an | -an |                 |
|                      |                      |                      |                      |                      |                      |                           |                           |                           |                         |                         |                         | | | | | | | | | |                 |
| Formas no personales | Formas no personales | Formas no personales | Formas no personales | Formas no personales | Formas no personales | Formas no personales      | Formas no personales      | Formas no personales      | Formas no personales    | Formas no personales    | Formas no personales    | * Formen auf -astes und -istes sind durch akademische Institutionen verurteilt worden, werden aber in der Umgangssprache in informellen Situationen verwendet. | * Formen auf -astes und -istes sind durch akademische Institutionen verurteilt worden, werden aber in der Umgangssprache in informellen Situationen verwendet. | * Formen auf -astes und -istes sind durch akademische Institutionen verurteilt worden, werden aber in der Umgangssprache in informellen Situationen verwendet. | * Formen auf -astes und -istes sind durch akademische Institutionen verurteilt worden, werden aber in der Umgangssprache in informellen Situationen verwendet. | * Formen auf -astes und -istes sind durch akademische Institutionen verurteilt worden, werden aber in der Umgangssprache in informellen Situationen verwendet. | * Formen auf -astes und -istes sind durch akademische Institutionen verurteilt worden, werden aber in der Umgangssprache in informellen Situationen verwendet. | * Formen auf -astes und -istes sind durch akademische Institutionen verurteilt worden, werden aber in der Umgangssprache in informellen Situationen verwendet. | * Formen auf -astes und -istes sind durch akademische Institutionen verurteilt worden, werden aber in der Umgangssprache in informellen Situationen verwendet. | * Formen auf -astes und -istes sind durch akademische Institutionen verurteilt worden, werden aber in der Umgangssprache in informellen Situationen verwendet. |                 |
| Infinitivo           | Infinitivo           | Infinitivo           | Infinitivo           | Infinitivo           | Infinitivo           | Participio                | Participio                | Participio                | Gerundio                | Gerundio                | Gerundio                | * Formen auf -astes und -istes sind durch akademische Institutionen verurteilt worden, werden aber in der Umgangssprache in informellen Situationen verwendet. | * Formen auf -astes und -istes sind durch akademische Institutionen verurteilt worden, werden aber in der Umgangssprache in informellen Situationen verwendet. | * Formen auf -astes und -istes sind durch akademische Institutionen verurteilt worden, werden aber in der Umgangssprache in informellen Situationen verwendet. | * Formen auf -astes und -istes sind durch akademische Institutionen verurteilt worden, werden aber in der Umgangssprache in informellen Situationen verwendet. | * Formen auf -astes und -istes sind durch akademische Institutionen verurteilt worden, werden aber in der Umgangssprache in informellen Situationen verwendet. | * Formen auf -astes und -istes sind durch akademische Institutionen verurteilt worden, werden aber in der Umgangssprache in informellen Situationen verwendet. | * Formen auf -astes und -istes sind durch akademische Institutionen verurteilt worden, werden aber in der Umgangssprache in informellen Situationen verwendet. | * Formen auf -astes und -istes sind durch akademische Institutionen verurteilt worden, werden aber in der Umgangssprache in informellen Situationen verwendet. | * Formen auf -astes und -istes sind durch akademische Institutionen verurteilt worden, werden aber in der Umgangssprache in informellen Situationen verwendet. |                 |
| I.                   | I.                   | II.                  | II.                  | III.                 | III.                 | I.                        | II.                       | III.                      | I.                      | II.                     | III.                    | * Formen auf -astes und -istes sind durch akademische Institutionen verurteilt worden, werden aber in der Umgangssprache in informellen Situationen verwendet. | * Formen auf -astes und -istes sind durch akademische Institutionen verurteilt worden, werden aber in der Umgangssprache in informellen Situationen verwendet. | * Formen auf -astes und -istes sind durch akademische Institutionen verurteilt worden, werden aber in der Umgangssprache in informellen Situationen verwendet. | * Formen auf -astes und -istes sind durch akademische Institutionen verurteilt worden, werden aber in der Umgangssprache in informellen Situationen verwendet. | * Formen auf -astes und -istes sind durch akademische Institutionen verurteilt worden, werden aber in der Umgangssprache in informellen Situationen verwendet. | * Formen auf -astes und -istes sind durch akademische Institutionen verurteilt worden, werden aber in der Umgangssprache in informellen Situationen verwendet. | * Formen auf -astes und -istes sind durch akademische Institutionen verurteilt worden, werden aber in der Umgangssprache in informellen Situationen verwendet. | * Formen auf -astes und -istes sind durch akademische Institutionen verurteilt worden, werden aber in der Umgangssprache in informellen Situationen verwendet. | * Formen auf -astes und -istes sind durch akademische Institutionen verurteilt worden, werden aber in der Umgangssprache in informellen Situationen verwendet. |                 |
| -ar                  | -ar                  | -er                  | -er                  | -ir                  | -ir                  | -ado/a (-ante)            | -ido/a (-iente)           | -ido/a (-iente)           | -ando                   | -iendo                  | -iendo                  | * Formen auf -astes und -istes sind durch akademische Institutionen verurteilt worden, werden aber in der Umgangssprache in informellen Situationen verwendet. | * Formen auf -astes und -istes sind durch akademische Institutionen verurteilt worden, werden aber in der Umgangssprache in informellen Situationen verwendet. | * Formen auf -astes und -istes sind durch akademische Institutionen verurteilt worden, werden aber in der Umgangssprache in informellen Situationen verwendet. | * Formen auf -astes und -istes sind durch akademische Institutionen verurteilt worden, werden aber in der Umgangssprache in informellen Situationen verwendet. | * Formen auf -astes und -istes sind durch akademische Institutionen verurteilt worden, werden aber in der Umgangssprache in informellen Situationen verwendet. | * Formen auf -astes und -istes sind durch akademische Institutionen verurteilt worden, werden aber in der Umgangssprache in informellen Situationen verwendet. | * Formen auf -astes und -istes sind durch akademische Institutionen verurteilt worden, werden aber in der Umgangssprache in informellen Situationen verwendet. | * Formen auf -astes und -istes sind durch akademische Institutionen verurteilt worden, werden aber in der Umgangssprache in informellen Situationen verwendet. | * Formen auf -astes und -istes sind durch akademische Institutionen verurteilt worden, werden aber in der Umgangssprache in informellen Situationen verwendet. |                 |

In den Sätzen, die im Subjunktiv/Konjunktiv stehen, kann der Sprecher nicht nur einen erinnerten Sachverhalt versprachlichen, sondern gleichzeitig an seinen Gesprächspartner auch weitergehende Informationen (Modalitäten) über seine Vermutungen übergeben. Prinzipiell nutzt der Sprecher den Subjunktiv/Konjunktiv, um seine Aussage in Bezug auf die erinnerte Realität so zu modulieren, dass dem Inhalt eine subjektive Gültigkeit verliehen wird.
Über die mögliche faktische Aussage im Indicativo/Indikativ hinaus kann der Sprecher seine Erwartungen, Einschätzungen, Wünsche, Furcht usw. im versprachlichen Sachverhalt mitteilen. Mehr noch: Die Tatsache, dass die durch den betreffenden Satz mitgeteilten Sachverhalte und Modalitäten in der erinnerten Realität nicht wahr sind, ermöglicht dem Sprecher, in der Mitteilung eine weitere alternative Realität zu schaffen.
Sämtliche Zeitformen, tiempos gramaticales, für die Verbgeschlechter oder Genera verbi, so das Aktiv (Tätigkeitsform), voz activa, können auch in das Passiv (Leideform), voz pasiva, gesetzt werden. Dabei sind für die spanische Sprache gewisse Besonderheiten für das Passiv zu berücksichtigen. Das spanische Passiv, voz pasiva, im weitesten Sinne wird gemäß seiner Handlungsrichtung oder Diathese teilweise einer anderen Verwendung zugeführt als in der deutschen Sprache.

### Korrekte Verwendung der grammatikalischen Regeln
Im Spanischen fände der Subjuntivo (einer Hypothese zufolge) seine Anwendung darin, wenn es gälte Wünsche, Zweifel, Hoffnung, Freude, Ärger, Nichtwirklichkeit, Unsicherheit, Beeinflussung usw. Ausdruck zu verleihen. Mit anderen Worten ist er notwendig, um in einem Gespräch etwa seine Meinungen zu äußern oder seine Gefühlswahrnehmungen zu versprachlichen und Sachverhalte als möglich darzustellen. Auch das Deutsche führt prinzipiell diese Möglichkeit auf, indem es den Konjunktiv II nutzt, um Unmögliches bzw. Unwirkliches auszudrücken. Im Spanischen sind die Versprachlichungen von Gefühlswahrnehmungen oder gefühlsbezogene Aussagen grammatisch von eingeschränkter Gültigkeit. Im Deutschen hingegen trifft dies nicht zu. – Beispiele:
```
 
Tal vez 
viene
 a visitarnos.
 
Vielleicht 
kommt
 er uns besuchen.
 Wahrscheinliche Erwartung, deshalb 
Indicativo
.
 
Tal vez 
venga
 a visitarnos.
 
Vielleicht 
kommt er (mal)
 uns besuchen.
 Eher unwahrscheinliche Erwartung, deshalb 
Subjuntivo
.
[
30
]
```

Einige Redewendungen oder Wortgruppen können sowohl zum Ausdruck dessen verwendet, was der Fall ist, dann setzt man den indicativo, oder aber auch als Ausdruck dessen, was der Fall sein soll, dann setzt man den subjuntivo ein. – Beispiele:
```
El caso es que no te 
ven
.
 Tatsache ist, dass nicht dich sie sehen.

El caso es que no te 
vean
.
 Die Sache ist folgendermaßen, dass nicht dich sehen.

Se trata de que la vida 
es
 eterna.
 
Es geht darum, dass das Leben ewig ist.

Se trata de que la vida 
sea
 eterna.
 
Es geht darum, dass das Leben ewig sei.
```

Überhaupt werden der deutsche Konjunktiv und der spanische Subjunktiv nicht für alle sprachlichen Expressionen der verschiedenen kontextualen Sachverhalte gleich eingesetzt. Beispiel: Er sagt, sie käme (deutsch Konjunktiv II), aber im Spanischen Dice que viene.(Indikativ). Umgekehrt gibt es Satzkonstruktionen, bei denen im Deutschen der Indikativ und im Spanischen der Subjunktiv steht, sowie eine Schnittmenge übereinstimmender Modi in beiden Sprachen. Doch sind gewissermaßen die Zuordnungsbestimmungen für die beiden Modi in den beiden Sprachen deutlich verschieden.
Während nun also das Spanische hinsichtlich seiner Voraussetzungen und der sich daraus ableitenden Konsequenzen stabile Formen wählt, liegt im Deutschen für ähnliche Voraussetzungen ein völlig inkohärentes System vor. Obgleich mit dem Konjunktiv II ein ähnlicher Schritt wie im Spanischen gegangen werden könnte, weicht die deutsche Sprache, vor allem in der Umgangssprache, in die verschiedensten grammatikalischen Formen aus.
Das Deutsche stellt in Bezug auf den Konjunktiv II insofern ein instabiles System dar, als die Sprecher ihrer Muttersprache in ihrer Rede – hinsichtlich der oben genannten Voraussetzungen – völlig unterschiedliche grammatikalische Konstrukte einsetzen können oder einsetzen.

„Der Konjunktiv II dient hier [Funktionsbereich 1 ‚Irrealität/Potenzialität‘] als Zeichen dafür, daß der Sprecher/Schreiber seine Aussage nicht als Aussage über Wirkliches, sondern als eine gedankliche Konstruktion verstanden wissen will.“

In den romanischen Sprachen, wie etwa dem Spanischen, Italienischen und im Französischen, wird zwischen dem Subjunktiv und dem Konditional klar differenziert. Im Gegensatz dazu wird im Deutschen der Konjunktiv zusehends an den Konditional assimiliert. Hier liegt im Übrigen auch der Grund, warum in den romanischen Sprachen die Modalverben weitaus weniger grammatikalisiert sind.
| Der deutsche Konjunktiv I + II | Der spanische Subjunktiv                 |
| ------------------------------ | ---------------------------------------- |
| Präsens                        | Presente de subjuntivo                   |
| Futur I                        | Futuro simple de subjuntivo              |
| Konjunktiv II Präsens          | Pretérito imperfecto de subjuntivo       |
| Konjunktiv I Präteritum        | Pretérito perfecto de subjuntivo         |
| Konjunktiv II Präteritum       | Pretérito pluscuamperfecto de subjuntivo |
| Futur II                       | Futuro perfecto de subjuntivo            |

Konjugationen am Beispiel von regnen/llover:
| Der deutsche Konjunktiv I + II          | Der spanische Subjunktiv                   |
| --------------------------------------- | ------------------------------------------ |
| Präsens es regne                        | Presente llueva                            |
| Futur I es würde regnen                 | Futuro lloviere                            |
| Konjunktiv II Präsens es regnete        | Pretérito imperfecto lloviera              |
| Konjunktiv I Präteritum habe geregnet   | Pretérito perfecto haya llovido            |
| Konjunktiv II Präteritum hätte geregnet | Pretérito pluscuamperfecto hubiera llovido |
| Futur II es würde geregnet haben        | Futuro perfecto hubiere llovido            |

## Bildung des spanischen Subjuntivo
Wie in anderen Modi im Spanischen muss man auch beim Subjuntivo zwischen den Verben, die auf -ar oder -er und -ir enden, unterscheiden. Bei der Bildung des Subjuntivo de presente dient die erste Person Singular Indikativ als Grundlage. Bei der Konjugation werden die charakteristischen Personalendungen ausgetauscht. Somit erhalten die Verben auf -ar ein -e und die Verben auf -er und -ir ein -a als Endung. Die Bildung des spanischen Subjuntivo ist demnach annähernd gleich mit der Bildung des Konjunktiv Präsens des Lateinischen, aus dem er sich ja auch entwickelt hat. Ferner gilt, dass die Formen des Subjuntivo identisch sind mit den Formen des verneinten Imperativs, Imperativo negativo.
Der Subjuntivo kann für alle Zeiten gebildet werden, ausgenommen das Pretérito indefinido und das Pretérito anterior.

### Präsens(Presente de subjuntivo)
Steht das Verb im Hauptsatz (Apodosis) in den Zeiten Presente, Pretérito perfecto, Futuro simple oder im imperativen Modus, Modo imperativo, wird für den Nebensatz (Protasis) das Presente de subjuntivo verwendet.
Beispiel: Das Verb im Hauptsatz alegrar steht im Presente und das Verb venir im Nebensatz im Presente de subjuntivo:
```
Me 
alegro
 de que 
vengas
 a verme.
 
Ich freue mich
, dass 
du mich besuchen kommest.
 
Presente de indicativo
 + 
Presente de subjuntivo
```

#### Regelmäßige Verben
Bei Verben, die auf -ar enden, werden im Subjuntivo Präsens folgende Endungen an den Wortstamm (bzw. Wortwurzel) angehängt:
| Person                | Endung |
| --------------------- | ------ |
| yo                    | -e     |
| tú                    | -es    |
| usted, él, ella       | -e     |
| nosotros /-as         | -emos  |
| vosotros /-as         | -éis   |
| ustedes, ellos, ellas | -en    |

Verben auf -er und -ir erhalten im Subjuntivo diese Endungen:
| Person                | Endung |
| --------------------- | ------ |
| yo                    | -a     |
| tú                    | -as    |
| usted, él, ella       | -a     |
| nosotros /-as         | -amos  |
| vosotros /-as         | -áis   |
| ustedes, ellos, ellas | -an    |

Beispiel der regelmäßigen Verben tomar, comer und vivir:
|       | Person                | Subjuntivo Präsens (Presente de subjuntivo) | Formale deutsche Übersetzung (Conjunctivus praesentis) (Konjunktiv I Präsens Aktiv) |
| ----- | --------------------- | ------------------------------------------- | ----------------------------------------------------------------------------------- |
| tomar | yo                    | tome                                        | trinke                                                                              |
|       | tú                    | tomes                                       | trinkest                                                                            |
|       | usted, él, ella       | tome                                        | trinke                                                                              |
|       | nosotros /-as         | tomemos                                     | trinken                                                                             |
|       | vosotros /-as         | toméis                                      | trinket                                                                             |
|       | ustedes, ellos, ellas | tomen                                       | trinken                                                                             |

|       | Person                | Subjuntivo Präsens (Presente de subjuntivo) | Formale deutsche Übersetzung (Conjunctivus praesentis) (Konjunktiv I Präsens Aktiv) |
| ----- | --------------------- | ------------------------------------------- | ----------------------------------------------------------------------------------- |
| comer | yo                    | coma                                        | esse                                                                                |
|       | tú                    | comas                                       | essest                                                                              |
|       | usted, él, ella       | coma                                        | esse                                                                                |
|       | nosotros /-as         | comamos                                     | essen                                                                               |
|       | vosotros /-as         | comáis                                      | esset                                                                               |
|       | ustedes, ellos, ellas | coman                                       | essen                                                                               |

|       | Person                | Subjuntivo Präsens (Presente de subjuntivo) | Formale deutsche Übersetzung (Conjunctivus praesentis) (Konjunktiv I Präsens Aktiv) |
| ----- | --------------------- | ------------------------------------------- | ----------------------------------------------------------------------------------- |
| vivir | yo                    | viva                                        | wohne                                                                               |
|       | tú                    | vivas                                       | wohnest                                                                             |
|       | usted, él, ella       | viva                                        | wohne                                                                               |
|       | nosotros /-as         | vivamos                                     | wohnen                                                                              |
|       | vosotros /-as         | viváis                                      | wohnet                                                                              |
|       | ustedes, ellos, ellas | vivan                                       | wohnen                                                                              |

#### Unregelmäßige Verben
Neben den oben gebrauchten regelmäßigen Verben gibt es im Spanischen eine Vielzahl an unregelmäßigen Verben, bzw. Verben, bei denen eine bestimmte Person unregelmäßig ist. Als Beispiel sollen hier die drei Verben estar, saber und ir dienen:
|       | Person                | Subjuntivo Präsens (Presente de subjuntivo) | Formale deutsche Übersetzung (Conjunctivus praesentis) (Konjunktiv I Präsens Aktiv) |
| ----- | --------------------- | ------------------------------------------- | ----------------------------------------------------------------------------------- |
| estar | yo                    | esté                                        | sei                                                                                 |
|       | tú                    | estés                                       | seiest                                                                              |
|       | usted, él, ella       | esté                                        | sei                                                                                 |
|       | nosotros /-as         | estemos                                     | seien                                                                               |
|       | vosotros /-as         | estéis                                      | seiet                                                                               |
|       | ustedes, ellos, ellas | estén                                       | seien                                                                               |

|       | Person                | Subjuntivo Präsens (Presente de subjuntivo) | Formale deutsche Übersetzung (Conjunctivus praesentis) (Konjunktiv I Präsens Aktiv) |
| ----- | --------------------- | ------------------------------------------- | ----------------------------------------------------------------------------------- |
| saber | yo                    | sepa                                        | wisse                                                                               |
|       | tú                    | sepas                                       | wissest                                                                             |
|       | usted, él, ella       | sepa                                        | wisse                                                                               |
|       | nosotros /-as         | sepamos                                     | wissen                                                                              |
|       | vosotros /-as         | sepáis                                      | wisset                                                                              |
|       | ustedes, ellos, ellas | sepan                                       | wissen                                                                              |

|    | Person                | Subjuntivo Präsens (Presente de subjuntivo) | Formale deutsche Übersetzung (Conjunctivus praesentis) (Konjunktiv I Präsens Aktiv) |
| -- | --------------------- | ------------------------------------------- | ----------------------------------------------------------------------------------- |
| ir | yo                    | vaya                                        | gehe                                                                                |
|    | tú                    | vayas                                       | gehest                                                                              |
|    | usted, él, ella       | vaya                                        | gehe                                                                                |
|    | nosotros /-as         | vayamos                                     | gehen                                                                               |
|    | vosotros /-as         | vayáis                                      | gehet                                                                               |
|    | ustedes, ellos, ellas | vayan                                       | gehen                                                                               |

Das Presente de subjuntivo im Vorgangspassiv, pasiva de proceso, bezeichnet einen Vorgang und wird mit dem Kopulaverb ser konjugiert.
|       | Person                | Vorgangspassiv Subjuntivo Präsens (Presente de subjuntivo, pasiva de proceso) | Formale deutsche Übersetzung (Konjunktiv I Präsens Passiv) |
| ----- | --------------------- | ----------------------------------------------------------------------------- | ---------------------------------------------------------- |
| tomar | yo                    | sea tomado                                                                    | sei getrunken                                              |
|       | tú                    | seas tomado                                                                   | seiest getrunken                                           |
|       | usted, él, ella       | sea tomado                                                                    | sei getrunken                                              |
|       | nosotros /-as         | seamos tomado                                                                 | seien getrunken                                            |
|       | vosotros /-as         | seáis tomado                                                                  | seiet getrunken                                            |
|       | ustedes, ellos, ellas | sean tomado                                                                   | seien getrunken                                            |

|       | Person                | Vorgangspassiv Subjuntivo Präsens (Presente de subjuntivo, pasiva de proceso) | Formale deutsche Übersetzung (Konjunktiv I Präsens Passiv) |
| ----- | --------------------- | ----------------------------------------------------------------------------- | ---------------------------------------------------------- |
| comer | yo                    | sea comido                                                                    | sei gegessen                                               |
|       | tú                    | seas comido                                                                   | seiest gegessen                                            |
|       | usted, él, ella       | sea comido                                                                    | sei gegessen                                               |
|       | nosotros /-as         | seamos comido                                                                 | seien gegessen                                             |
|       | vosotros /-as         | seáis comido                                                                  | seiet gegessen                                             |
|       | ustedes, ellos, ellas | sean comido                                                                   | seien gegessen                                             |

|       | Person                | Vorgangspassiv Subjuntivo Präsens (Presente de subjuntivo, pasiva de proceso) | Formale deutsche Übersetzung (Konjunktiv I Präsens Passiv) |
| ----- | --------------------- | ----------------------------------------------------------------------------- | ---------------------------------------------------------- |
| vivir | yo                    | sea vivido                                                                    | sei gewohnt                                                |
|       | tú                    | seas vivido                                                                   | seiest gewohnt                                             |
|       | usted, él, ella       | sea vivido                                                                    | sei gewohnt                                                |
|       | nosotros /-as         | seamos vivido                                                                 | seien gewohnt                                              |
|       | vosotros /-as         | seáis vivido                                                                  | seiet gewohnt                                              |
|       | ustedes, ellos, ellas | sean vivido                                                                   | seien gewohnt                                              |

### Perfekt(Pretérito perfecto de subjuntivo)
Das Pretérito perfecto de subjuntivo wird gebildet aus dem Subjuntivo Präsens des Verbs haber und dem Partizip Perfekt, participio perfecto, des entsprechenden Verbs. Die Formen der regelmäßigen Verben aus dem obigen Beispiel sehen dann wie folgt aus:
|       | Person                | Subjuntivo Perfekt (Perfecto de subjuntivo) | Formale deutsche Übersetzung (Konjunktiv I Perfekt Aktiv) |
| ----- | --------------------- | ------------------------------------------- | --------------------------------------------------------- |
| tomar | yo                    | haya tomado                                 | habe getrunken                                            |
|       | tú                    | hayas tomado                                | habest getrunken                                          |
|       | usted, él, ella       | haya tomado                                 | habe getrunken                                            |
|       | nosotros /-as         | hayamos tomado                              | haben getrunken                                           |
|       | vosotros /-as         | hayáis tomado                               | habet getrunken                                           |
|       | ustedes, ellos, ellas | hayan tomado                                | haben getrunken                                           |

|       | Person                | Subjuntivo Perfekt (Perfecto de subjuntivo) | Formale deutsche Übersetzung (Konjunktiv I Perfekt Aktiv) |
| ----- | --------------------- | ------------------------------------------- | --------------------------------------------------------- |
| comer | yo                    | haya comido                                 | habe gegessen                                             |
|       | tú                    | hayas comido                                | habest gegessen                                           |
|       | usted, él, ella       | haya comido                                 | habe gegessen                                             |
|       | nosotros /-as         | hayamos comido                              | haben gegessen                                            |
|       | vosotros /-as         | hayáis comido                               | habet gegessen                                            |
|       | ustedes, ellos, ellas | hayan comido                                | haben gegessen                                            |

|       | Person                | Subjuntivo Perfekt (Perfecto de subjuntivo) | Formale deutsche Übersetzung (Konjunktiv I Perfekt Aktiv) |
| ----- | --------------------- | ------------------------------------------- | --------------------------------------------------------- |
| vivir | yo                    | haya vivido                                 | habe gewohnt                                              |
|       | tú                    | hayas vivido                                | habest gewohnt                                            |
|       | usted, él, ella       | haya vivido                                 | habe gewohnt                                              |
|       | nosotros /-as         | hayamos vivido                              | haben gewohnt                                             |
|       | vosotros /-as         | hayáis vivido                               | habet gewohnt                                             |
|       | ustedes, ellos, ellas | hayan vivido                                | haben gewohnt                                             |

Der Pretérito perfecto de subjuntivo im Vorgangspassiv, pasiva de proceso wird mit dem Kopulaverb ser konjugiert.
|       | Person                | Vorgangspassiv Subjuntivo Pretérito perfecto (Pretérito perfecto de subjuntivo, pasiva de proceso) | Formale deutsche Übersetzung (Konjunktiv I Perfekt Passiv) |
| ----- | --------------------- | -------------------------------------------------------------------------------------------------- | ---------------------------------------------------------- |
| tomar | yo                    | haya sido tomado                                                                                   | sei getrunken worden                                       |
|       | tú                    | hayas sido tomado                                                                                  | seiest getrunken worden                                    |
|       | usted, él, ella       | haya sido tomado                                                                                   | sei getrunken worden                                       |
|       | nosotros /-as         | hayamos sido tomado                                                                                | seien getrunken worden                                     |
|       | vosotros /-as         | hayáis sido tomado                                                                                 | seiet getrunken worden                                     |
|       | ustedes, ellos, ellas | hayan sido tomado                                                                                  | seien getrunken worden                                     |

|       | Person                | Vorgangspassiv Subjuntivo Pretérito perfecto (Pretérito perfecto de subjuntivo, pasiva de proceso) | Formale deutsche Übersetzung (Konjunktiv I Perfekt Passiv) |
| ----- | --------------------- | -------------------------------------------------------------------------------------------------- | ---------------------------------------------------------- |
| comer | yo                    | haya sido comido                                                                                   | sei gegessen worden                                        |
|       | tú                    | hayas sido comido                                                                                  | seiest gegessen worden                                     |
|       | usted, él, ella       | haya sido comido                                                                                   | sei gegessen worden                                        |
|       | nosotros /-as         | hayamos sido comido                                                                                | seien gegessen worden                                      |
|       | vosotros /-as         | hayáis sido comido                                                                                 | seiet gegessen worden                                      |
|       | ustedes, ellos, ellas | hayan sido comido                                                                                  | seien gegessen worden                                      |

|       | Person                | Vorgangspassiv Subjuntivo Pretérito perfecto (Pretérito perfecto de subjuntivo, pasiva de proceso) | Formale deutsche Übersetzung (Konjunktiv I Perfekt Passiv) |
| ----- | --------------------- | -------------------------------------------------------------------------------------------------- | ---------------------------------------------------------- |
| vivir | yo                    | haya sido vivido                                                                                   | sei gewohnt worden                                         |
|       | tú                    | hayas sido vivido                                                                                  | seiest gewohnt worden                                      |
|       | usted, él, ella       | haya sido vivido                                                                                   | sei gewohnt worden                                         |
|       | nosotros /-as         | hayamos sido vivido                                                                                | seien gewohnt worden                                       |
|       | vosotros /-as         | hayáis sido s vivido                                                                               | seiet gewohnt worden                                       |
|       | ustedes, ellos, ellas | hayan sido vivido                                                                                  | seien gewohnt worden                                       |

### Imperfekt(Imperfecto de subjuntivo)

#### Regelmäßige Verben
Das Imperfekt des Subjuntivo, Pretérito imperfecto de subjuntivo leitet sich von der dritten Person Plural des Indefinido des Verbs ab. Die Endung -aron wird dann bei Verben auf -ar durch -ara beziehungsweise -ase, bei den Verben auf -er und -ir das -ieron durch -iera beziehungsweise -iese ersetzt. Die beiden Formen sind grundsätzlich gleichwertig. Meist ist die Region ausschlaggebend für die Benutzung der einen oder der anderen Endung. Allerdings kann die Form -ra nicht durch -se ersetzt werden, wenn erstere durch Plusquamperfekt oder Konditional ersetzbar ist. Dies ist historisch bedingt, da die -ra-Form aus dem lateinischen Plusquamperfekt Indikativ entstanden ist, während ihre Alternative auf dem lateinischen Plusquamperfekt Konjunktiv begründet ist.
|       | Person                | Subjuntivo Imperfekt (Imperfecto de subjuntivo) | Formale deutsche Übersetzung (Konjunktiv II Präteritum Aktiv) (bzw. würde plus Infinitiv Präsens) |
| ----- | --------------------- | ----------------------------------------------- | ------------------------------------------------------------------------------------------------- |
| tomar | yo                    | tomara / tomase                                 | tränke (bzw. würde trinken)                                                                       |
|       | tú                    | tomaras / tomases                               | tränkest                                                                                          |
|       | usted, él, ella       | tomara / tomase                                 | tränke                                                                                            |
|       | nosotros /-as         | tomáramos / tomásemos                           | tränken                                                                                           |
|       | vosotros /-as         | tomarais / tomaseis                             | tränket                                                                                           |
|       | ustedes, ellos, ellas | tomaran / tomasen                               | tränken                                                                                           |

|       | Person                | Subjuntivo Imperfekt (Imperfecto de subjuntivo) | Formale deutsche Übersetzung (Konjunktiv II Präteritum Aktiv) |
| ----- | --------------------- | ----------------------------------------------- | ------------------------------------------------------------- |
| comer | yo                    | comiera / comiese                               | äße                                                           |
|       | tú                    | comieras / comieses                             | äßest                                                         |
|       | usted, él, ella       | comiera / comiese                               | äße                                                           |
|       | nosotros /-as         | comiéramos / comiésemos                         | äßen                                                          |
|       | vosotros /-as         | comierais / comieseis                           | äßet                                                          |
|       | ustedes, ellos, ellas | comieran / comiesen                             | äßen                                                          |

|       | Person                | Subjuntivo Imperfekt (Imperfecto de subjuntivo) | Formale deutsche Übersetzung (Konjunktiv II Präteritum Aktiv) |
| ----- | --------------------- | ----------------------------------------------- | ------------------------------------------------------------- |
| vivir | yo                    | viviera / viviese                               | wohnte                                                        |
|       | tú                    | vivieras / vivieses                             | wohntest                                                      |
|       | usted, él, ella       | viviera / viviese                               | wohnte                                                        |
|       | nosotros /-as         | viviéramos / viviésemos                         | wohnten                                                       |
|       | vosotros /-as         | vivierais / vivieseis                           | wohntet                                                       |
|       | ustedes, ellos, ellas | vivieran / viviesen                             | wohnten                                                       |

#### Unregelmäßige Verben
|       | Person                | Subjuntivo Imperfekt (Imperfecto de subjuntivo) | Formale deutsche Übersetzung (Konjunktiv II Präteritum Aktiv) |
| ----- | --------------------- | ----------------------------------------------- | ------------------------------------------------------------- |
| estar | yo                    | estuviera / estuviese                           | wäre                                                          |
|       | tú                    | estuvieras / estuvieses                         | wärest                                                        |
|       | usted, él, ella       | estuviera / estuviese                           | wäre                                                          |
|       | nosotros /-as         | estuviéramos / estuviésemos                     | wären                                                         |
|       | vosotros /-as         | estuvierais / estuvieseis                       | wäret                                                         |
|       | ustedes, ellos, ellas | estuvieran / estuviesen                         | wären                                                         |

|       | Person                | Subjuntivo Imperfekt (Imperfecto de subjuntivo) | Formale deutsche Übersetzung (Konjunktiv II Präteritum Aktiv) |
| ----- | --------------------- | ----------------------------------------------- | ------------------------------------------------------------- |
| saber | yo                    | supiera / supiese                               | wüsste                                                        |
|       | tú                    | supieras / supieses                             | wüsstest                                                      |
|       | usted, él, ella       | supiera / supiese                               | wüsste                                                        |
|       | nosotros /-as         | supiéramos / supiésemos                         | wüssten                                                       |
|       | vosotros /-as         | supierais / supieseis                           | wüsstet                                                       |
|       | ustedes, ellos, ellas | supieran / supiesen                             | wüssten                                                       |

|    | Person                | Subjuntivo Imperfekt (Imperfecto de subjuntivo) | Formale deutsche Übersetzung (Konjunktiv II Präteritum Aktiv) |
| -- | --------------------- | ----------------------------------------------- | ------------------------------------------------------------- |
| ir | yo                    | fuera / fuese                                   | ginge                                                         |
|    | tú                    | fueras / fueses                                 | gingest                                                       |
|    | usted, él, ella       | fuera / fuese                                   | ginge                                                         |
|    | nosotros /-as         | fuéramos / fuésemos                             | gingen                                                        |
|    | vosotros /-as         | fuerais / fueseis                               | ginget                                                        |
|    | ustedes, ellos, ellas | fueran / fuesen                                 | gingen                                                        |

Ausschlaggebend für die Benutzung des Imperfekt des Subjuntivo ist die Form des Ausdrucks, der den Subjuntivo auslöst (siehe wiederum Gebrauch des Subjuntivo).
Steht das Verb des Hauptsatzes im Indefinido, Imperfecto oder aber im Condicional und sollen Wünsche, Gefühle, Empfehlungen, Nichtwirklichkeiten, Zweifel, Ablehnungen, u. ä. m. zum Ausdruck gebracht werden, so muss der Imperfekt des Subjuntivo verwendet werden. Auch wenn der Sprecher einen irrealen Vergleich mit como si (deutsch: als ob) ausdrücken will, wird der Subjuntivo benutzt.
| Satzteil 1                                           | Satzteil 2                                 |
| ---------------------------------------------------- | ------------------------------------------ |
| Protasis                                             | Apodosis                                   |
| Nebensatz                                            | Hauptsatz                                  |
| Oración subordinada                                  | Oración principal                          |
| Antezendens                                          | Konsequens                                 |
| „Vordersatz“                                         | „Nach- oder Folgesatz“                     |
| Zeitliche und aspektuelle Bestimmung des Hauptsatzes | Geschehen des Hauptsatzes Zeitpunkt, -raum |
| Unabhängig                                           | Abhängig                                   |
| Koordination                                         | Subordination                              |

Man bildet die Form:
- Indefinido/Imperfecto/Condicional (Indikativ, Hauptsatz (Apodosis)) + Pretérito imperfecto del subjuntivo (Nebensatz)

Für das Pretérito imperfecto del subjuntivo im Vorgangspassiv, pasiva de proceso o pasiva con ser wird das Kopulaverb ser konjugiert.
|       | Person                | Vorgangspassiv Subjuntivo Imperfekt (Imperfecto de subjuntivo, pasiva de proceso) | Formale deutsche Übersetzung (Konjunktiv II Präteritum Passiv) |
| ----- | --------------------- | --------------------------------------------------------------------------------- | -------------------------------------------------------------- |
| tomar | yo                    | fuera tomado                                                                      | würde getrunken                                                |
|       | tú                    | fueras tomado                                                                     | würdest getrunken                                              |
|       | usted, él, ella       | fuera tomado                                                                      | würde getrunken                                                |
|       | nosotros /-as         | fuéramos tomado                                                                   | würden getrunken                                               |
|       | vosotros /-as         | fuerais tomado                                                                    | würdet getrunken                                               |
|       | ustedes, ellos, ellas | fueran tomado                                                                     | würden getrunken                                               |

|       | Person                | Vorgangspassiv Subjuntivo Imperfekt (Imperfecto de subjuntivo, pasiva de proceso) | Formale deutsche Übersetzung (Konjunktiv II Präteritum Passiv) |
| ----- | --------------------- | --------------------------------------------------------------------------------- | -------------------------------------------------------------- |
| comer | yo                    | fuera comido                                                                      | würde gegessen                                                 |
|       | tú                    | fueras comido                                                                     | würdest gegessen                                               |
|       | usted, él, ella       | fuera comido                                                                      | würde gegessen                                                 |
|       | nosotros /-as         | fuéramos comido                                                                   | würden gegessen                                                |
|       | vosotros /-as         | fuerais comido                                                                    | würdet gegessen                                                |
|       | ustedes, ellos, ellas | fueran comido                                                                     | würden gegessen                                                |

|       | Person                | Vorgangspassiv Subjuntivo Imperfekt (Imperfecto de subjuntivo, pasiva de proceso) | Formale deutsche Übersetzung (Konjunktiv II Präteritum Passiv) |
| ----- | --------------------- | --------------------------------------------------------------------------------- | -------------------------------------------------------------- |
| vivir | yo                    | fuera vivido                                                                      | würde gewohnt                                                  |
|       | tú                    | fueras vivido                                                                     | würdest gewohnt                                                |
|       | usted, él, ella       | fuera vivido                                                                      | würde gewohnt                                                  |
|       | nosotros /-as         | fuéramos vivido                                                                   | würden gewohnt                                                 |
|       | vosotros /-as         | fuerais vivido                                                                    | würdet gewohnt                                                 |
|       | ustedes, ellos, ellas | fueran vivido                                                                     | würden gewohnt                                                 |

```
Dudábamos que 
viniera
. Wir zweifelten, dass er käme. 
Pretérito imperfecto de indicativo
 + Pretérito imperfecto de subjuntivo
Le dije que 
lavara
 la cubertería. Ihm ich sagte, dass er abwaschen sollte das Besteck.
Me alegraba de que te 
durmieras
. Ich war erfreut, dass du geschlafen hast.
Compraría una autocaravana si 
tuviera
 más espacio. Er würde kaufen ein Wohnmobil, wenn er würde haben mehr Platz. 
condicional simple
 + Pretérito imperfecto de subjuntivo
```

### Plusquamperfekt(Pluscuamperfecto de subjuntivo)
Dem Imperfekt vorzeitig ist das Plusquamperfekt, Pretérito pluscuamperfecto de subjuntivo. Es wird gebildet aus dem Imperfekt Subjunktiv, Pretérito imperfecto de subjuntivo des Hilfsverbs haber und dem Partizip Perfekt, participio pasado o perfecto des Verbs.
In Nebensätzen (Protasis), die Handlungen oder Ereignisse beschreiben, die erst herbeigeführt werden sollen, oder Tatsachen, die erst aufgrund einer anderen Tatsache entstanden sind, wird der Modus des Subjuntivo genutzt.
Er kommt somit in Nebensätzen (Protasis) vor. Hier spielt die Vorzeitigkeit, anterioridad, eine wichtige Rolle. Steht das Verb im Hauptsatz (Apodosis) in den nachfolgend aufgeführten Zeiten, so dem Pretérito Imperfecto, Pretérito Indefinido, Pretérito Pluscuamperfecto indicativo oder auch subjuntivo oder im Condicional Perfecto und findet die Handlungssequenz im Nebensatz zeitlich vor der Handlung im Hauptsatz statt, wird das Pluscuamperfecto de subjuntivo verwendet. – Beispiel: Das Verb im Hauptsatz alegrar steht im Pretérito Indefinido und das Verb irse im Nebensatz im Pluscuamperfecto de subjuntivo:
```
  
Me alegró
 
que
 
mi esposa me 
hubiera ido
 a esperar al teatro.
 
Es freute mich
, dass 
meine Ehefrau zum Theater gefahren war, um mich abzuholen.
 
Pretérito indefinido de indicativo
 + 
Pretérito pluscuamperfecto de subjuntivo
```

Mit anderen Worten gibt es keine Vorzeitigkeit bzw. nur eine Nachzeitigkeit, posterioridad. Das Zeitengefüge des Hauptsatzes bleibt erhalten, lediglich der Modus ändert sich vom Modo indicativo des Hauptsatzes zum Modo subjuntivo des Nebensatzes. Es gilt: Bei Gleichzeitigkeit, simultaneidad, im Hauptsatz folgt das gleiche Tempus als Subjuntivo im Nebensatz.
Es werden also allgemein Handlungen und Ereignisse zum Ausdruck gebracht, die vor einem bestimmten Zeitpunkt in der Vergangenheit stattfanden oder unter anderen Bedingungen in der Vergangenheit hätten stattfinden können.
|       | Person                | Subjuntivo Plusquamperfekt (Pluscuamperfecto de subjuntivo) | Formale deutsche Übersetzung (Conjunctivus praesentis von „haben“ plus den „Partizip Perfekt“) (Konjunktiv II Plusquamperfekt Aktiv) |
| ----- | --------------------- | ----------------------------------------------------------- | --- |
| tomar | yo                    | hubiera / hubiese tomado                                    | hätte getrunken |
|       | tú                    | hubieras / hubieses tomado                                  | hättest getrunken |
|       | usted, él, ella       | hubiera / hubiese tomado                                    | hätte getrunken |
|       | nosotros /-as         | hubiéramos / hubiésemos tomado                              | hätten getrunken |
|       | vosotros /-as         | hubierais / hubieseis tomado                                | hättet getrunken |
|       | ustedes, ellos, ellas | hubieran / hubiesen tomado                                  | hätten getrunken |

|       | Person                | Subjuntivo Plusquamperfekt (Pluscuamperfecto de subjuntivo) | Formale deutsche Übersetzung (Conjunctivus praesentis von „haben“ plus den „Partizip Perfekt“) (Konjunktiv II Plusquamperfekt Aktiv) |
| ----- | --------------------- | ----------------------------------------------------------- | --- |
| comer | yo                    | hubiera / hubiese comido                                    | hätte gegessen |
|       | tú                    | hubieras / hubieses comido                                  | hättest gegessen |
|       | usted, él, ella       | hubiera / hubiese comido                                    | hätte gegessen |
|       | nosotros /-as         | hubiéramos / hubiésemos comido                              | hätten gegessen |
|       | vosotros /-as         | hubierais / hubieseis comido                                | hättet gegessen |
|       | ustedes, ellos, ellas | hubieran / hubiesen comido                                  | hätten gegessen |

|       | Person                | Subjuntivo Plusquamperfekt (Pluscuamperfecto de subjuntivo) | Formale deutsche Übersetzung (Conjunctivus praesentis von „haben“ plus den „Partizip Perfekt“) (Konjunktiv II Plusquamperfekt Aktiv) |
| ----- | --------------------- | ----------------------------------------------------------- | --- |
| vivir | yo                    | hubiera / hubiese vivido                                    | hätte gewohnt |
|       | tú                    | hubieras / hubieses vivido                                  | hättest gewohnt |
|       | usted, él, ella       | hubiera / hubiese vivido                                    | hätte gewohnt |
|       | nosotros /-as         | hubiéramos / hubiésemos vivido                              | hätten gewohnt |
|       | vosotros /-as         | hubierais / hubieseis vivido                                | hättet gewohnt |
|       | ustedes, ellos, ellas | hubieran / hubiesen vivido                                  | hätten gewohnt |

Mit dem Pluscuamperfecto de subjuntivo im Vorgangspassiv, pasiva de proceso, charakterisiert man einen früheren Vorgang oder Geschehen, das zuvor einer anderen Handlung oder einem anderen Zustand in der Vergangenheit ausgesetzt war. Auch hier wird mit dem Kopulaverb ser konjugiert.
|       | Person                | Vorgangspassiv Subjuntivo Pretérito perfecto (Pretérito perfecto de subjuntivo, pasiva de proceso) | Formale deutsche Übersetzung (Konjunktiv I Perfekt Passiv) |
| ----- | --------------------- | -------------------------------------------------------------------------------------------------- | ---------------------------------------------------------- |
| tomar | yo                    | hubiera sido tomado                                                                                | sei getrunken worden                                       |
|       | tú                    | hubieras sido tomado                                                                               | seiest getrunken worden                                    |
|       | usted, él, ella       | hubiera sido tomado                                                                                | sei getrunken worden                                       |
|       | nosotros /-as         | hubiéramos sido tomado                                                                             | seien getrunken worden                                     |
|       | vosotros /-as         | hubierais sido tomado                                                                              | seiet getrunken worden                                     |
|       | ustedes, ellos, ellas | hubieran sido tomado                                                                               | seien getrunken worden                                     |

|       | Person                | Vorgangspassiv Subjuntivo Plusquamperfekt (Pluscuamperfecto de subjuntivo, pasiva de proceso) | Formale deutsche Übersetzung (Konjunktiv I Perfekt Passiv) |
| ----- | --------------------- | --------------------------------------------------------------------------------------------- | ---------------------------------------------------------- |
| comer | yo                    | hubiera sido comido                                                                           | sei gegessen worden                                        |
|       | tú                    | hubieras sido comido                                                                          | seiest gegessen worden                                     |
|       | usted, él, ella       | hubiera sido comido                                                                           | sei gegessen worden                                        |
|       | nosotros /-as         | hubiéramos sido comido                                                                        | seien gegessen worden                                      |
|       | vosotros /-as         | hubierias sido comido                                                                         | seiet gegessen worden                                      |
|       | ustedes, ellos, ellas | hubieran sido comido                                                                          | seien gegessen worden                                      |

|       | Person                | Vorgangspassiv Subjuntivo Plusquamperfekt (Pluscuamperfecto de subjuntivo, pasiva de proceso) | Formale deutsche Übersetzung (Konjunktiv I Perfekt Passiv) |
| ----- | --------------------- | --------------------------------------------------------------------------------------------- | ---------------------------------------------------------- |
| vivir | yo                    | hubiera sido vivido                                                                           | sei gewohnt worden                                         |
|       | tú                    | hubieras sido vivido                                                                          | seiest gewohnt worden                                      |
|       | usted, él, ella       | hubiera sido vivido                                                                           | sei gewohnt worden                                         |
|       | nosotros /-as         | hubiériamos sido vivido                                                                       | seien gewohnt worden                                       |
|       | vosotros /-as         | hubierais sido s vivido                                                                       | seiet gewohnt worden                                       |
|       | ustedes, ellos, ellas | hubieran sido vivido                                                                          | seien gewohnt worden                                       |

### Futur(Futuro de subjuntivo)
Das Futuro simple de subjuntivo wird, analog zum Subjuntivo Imperfekt, ausgehend von der dritten Person Plural des Indefinido gebildet. Allerdings wird hier die Endung -aron in der ersten Person durch -are beziehungsweise -iere ersetzt und von ihr ausgehend konjugiert:
|       | Person                | Subjuntivo Futur (Futuro imperfecto de subjuntivo) | Formale deutsche Übersetzung (Conjunctivus praesentis von „werden“ plus den „Infinitiv“) (Konjunktiv II Futur I Aktiv) |
| ----- | --------------------- | -------------------------------------------------- | --- |
| tomar | yo                    | tomare                                             | würde trinken |
|       | tú                    | tomares                                            | würdest trinken |
|       | usted, él, ella       | tomare                                             | würde trinken |
|       | nosotros /-as         | tomáremos                                          | würden trinken |
|       | vosotros /-as         | tomareis                                           | würdet trinken |
|       | ustedes, ellos, ellas | tomaren                                            | würden trinken |

|       | Person                | Subjuntivo Futur (Futuro imperfecto de subjuntivo) | Formale deutsche Übersetzung (Conjunctivus praesentis von „werden“ plus den „Infinitiv“) (Konjunktiv II Futur I Aktiv) |
| ----- | --------------------- | -------------------------------------------------- | --- |
| comer | yo                    | comiere                                            | würde essen |
|       | tú                    | comieres                                           | würdest essen |
|       | usted, él, ella       | comiere                                            | würde essen |
|       | nosotros /-as         | comiéremos                                         | würden essen |
|       | vosotros /-as         | comiereis                                          | würdet essen |
|       | ustedes, ellos, ellas | comieren                                           | würden essen |

|       | Person                | Subjuntivo Futur (Futuro imperfecto de subjuntivo) | Formale deutsche Übersetzung (Conjunctivus praesentis von „werden“ plus den „Infinitiv“) Konjunktiv II Futur I Aktiv |
| ----- | --------------------- | -------------------------------------------------- | --- |
| vivir | yo                    | viviere                                            | würde wohnen |
|       | tú                    | vivieres                                           | würdest wohnen |
|       | usted, él, ella       | viviere                                            | würde wohnen |
|       | nosotros /-as         | viviéremos                                         | würden wohnen |
|       | vosotros /-as         | viviereis                                          | würdet wohnen |
|       | ustedes, ellos, ellas | vivieren                                           | würden wohnen |

Das Futur des Subjuntivo wird nur noch selten und wenn, dann ausschließlich in der geschriebenen Sprache verwendet. Dabei handelt es sich meist um die dritte Person, die zum Beispiel noch in formellen Schreiben, wie Gesetzestexten, Anwendung findet. – Beispiel:
```
 
El concesionario responderá de cualquier daño perjuicio que se 
originare
 por terceros.
 
Der Lizenzträger haftet für jeden Schaden, der durch Dritte entsteht.
[
41
]
```

Außerdem gibt es einige feststehende Redewendungen, die die Zukunftsform des Subjuntivo benutzen, mittlerweile aber immer mehr durch Formen des Präsens ersetzt werden. – Beispiel:
```
 
Sea lo que 
fuere
.
 (Heutzutage verbreiteter: 
Sea lo que sea.
; 
Wie dem auch sei.
 Oder: 
Sei es, wie es wolle.
)
```

### Futur perfecto(Futuro perfecto de subjuntivo)
Das Futuro perfecto de subjuntivo wird gebildet aus dem Futur Subjuntivo des Hilfsverbs haber und dem Partizip Perfekt des nachfolgenden Verbs.
|       | Person                | Subjuntivo Futur perfecto (Futuro perfecto de subjuntivo) | Formale deutsche Übersetzung (Konjunktiv II Futur II Aktiv) |
| ----- | --------------------- | --------------------------------------------------------- | ----------------------------------------------------------- |
| tomar | yo                    | hubiere tomado                                            | würde getrunken haben                                       |
|       | tú                    | hubieres tomado                                           | würdest getrunken haben                                     |
|       | usted, él, ella       | hubiere tomado                                            | würde getrunken haben                                       |
|       | nosotros /-as         | hubiéremos tomado                                         | würden getrunken haben                                      |
|       | vosotros /-as         | hubiereis tomado                                          | würdet getrunken haben                                      |
|       | ustedes, ellos, ellas | hubieren tomado                                           | würden getrunken haben                                      |

|       | Person                | Subjuntivo Futur (Futuro imperfecto de subjuntivo) | Formale deutsche Übersetzung (Konjunktiv II Futur II Aktiv) |
| ----- | --------------------- | -------------------------------------------------- | ----------------------------------------------------------- |
| comer | yo                    | hubiere comido                                     | würde gegessen haben                                        |
|       | tú                    | hubieres comido                                    | würdest gegessen haben                                      |
|       | usted, él, ella       | hubiere comido                                     | würde gegessen haben                                        |
|       | nosotros /-as         | hubiéremos comido                                  | würden gegessen haben                                       |
|       | vosotros /-as         | hubiereis comido                                   | würdet gegessen haben                                       |
|       | ustedes, ellos, ellas | hubieren comido                                    | würden gegessen haben                                       |

|       | Person                | Subjuntivo Futur (Futuro imperfecto de subjuntivo) | Formale deutsche Übersetzung (Konjunktiv II Futur II Aktiv) |
| ----- | --------------------- | -------------------------------------------------- | ----------------------------------------------------------- |
| vivir | yo                    | hubiere vivido                                     | würde gewohnt haben                                         |
|       | tú                    | hubieres vivido                                    | würdest gewohnt haben                                       |
|       | usted, él, ella       | hubiere vivido                                     | würde gewohnt haben                                         |
|       | nosotros /-as         | hubiéremos vivido                                  | würden gewohnt haben                                        |
|       | vosotros /-as         | hubiereis vivido                                   | würdet gewohnt haben                                        |
|       | ustedes, ellos, ellas | hubieren vivido                                    | würden gewohnt haben                                        |

### Analytisches Passiv und Subjuntivo
Es wird mit dem konjugierten Hilfsverb ser oder estar (deutsch „sein“ oder „werden bzw. werden sein“) und dem participio pasado oder perfecto oder pasivo des entsprechenden Verbs gebildet. Die Nennung des Urhebers der Handlung ist nicht unbedingt nötig, wenn er jedoch erscheint, dann in Verbindung mit der Präposition por oder seltener mit de. – Beispiele:
```
 
Pedro comió las peras.
 
Pedro aß die Birnen
 (Aktiv); oder
 
Las peras fueron comidas por Pedro.
 
Die Birnen wurden von Pedro gegessen
 (Passiv genauer 
pasiva con ser
).
```

Das analytische Passiv, pasiva de analítica, unterteilt sich wiederum in Vorgangspassiv und Zustandspassiv.
- das Vorgangspassiv, pasiva con ser wird genutzt um Vorgänge, Prozesse und prozesshafte Ereignisse auszudrücken;
- das Zustandspassiv, pasiva con estar wird benötigt um das Ergebnis einer Handlung, Tatbestandes oder eines Zustandes auszudrücken.

| Vorgangspassiv (Auswahl) subjuntivo | ser                       | ser                         | ser                                  | ser                                      | ser                                       | ser                             |
| Person                              | Presente                  | Imperfecto                  | Perfecto                             | Pluscuamperfecto                         | Futuro                                    | Participio pasado oder perfecto |
| ----------------------------------- | ------------------------- | --------------------------- | ------------------------------------ | ---------------------------------------- | ----------------------------------------- | ------------------------------- |
| yo                                  | sea (ich werde bestrahlt) | fuera (ich würde bestrahlt) | haya sido (ich sei bestrahlt worden) | hubiera sido (ich wäre bestrahlt worden) | hubiere sido (ich werde bestrahlt werden) | radiado                         |
| tú                                  | seas                      | fueras                      | hayas sido                           | hubieras sido                            | hubieres sido                             | radiado                         |
| él, ella                            | sea                       | fuera                       | haya sido                            | hubiera sido                             | hubiere sido                              | radiado                         |
| nosotros, nosotras                  | seamos                    | fuéramos                    | hayamos sido                         | hubiéramos sido                          | hubiéremos sido                           | radiado                         |
| vosotros, vosotras                  | seáis                     | fuerais                     | hayáis sido                          | habierais sido                           | hubiereis sido                            | radiado                         |
| ellos, ellas                        | sean                      | fueran                      | hayan sido                           | habieren sido                            | hubieren sido                             | radiado                         |

| Zustandspassiv (Auswahl) subjuntivo | estar                    | estar                          | estar                                   | estar                                       | estar                                    | estar                           |
| Person                              | Presente                 | Imperfecto                     | Perfecto                                | Pluscuamperfecto                            | Futuro                                   | Participio pasado oder perfecto |
| ----------------------------------- | ------------------------ | ------------------------------ | --------------------------------------- | ------------------------------------------- | ---------------------------------------- | ------------------------------- |
| yo                                  | esté (ich sei bestrahlt) | estuviera (ich wäre bestrahlt) | haya estado (ich sei bestrahlt gewesen) | hubiera estado (ich wäre bestrahlt gewesen) | hubiere estado (ich wäre bestrahlt sein) | radiado                         |
| tú                                  | estés                    | estuvieras                     | hayas estado                            | hubieras estado                             | hubieres estado                          | radiado                         |
| él, ella                            | esté                     | estuviera                      | haya estado                             | hubiera estado                              | hubiere estado                           | radiado                         |
| nosotros, nosotras                  | estemos                  | estuviéramos                   | hayamos estado                          | hubiéramos estado                           | hubiéremos estado                        | radiado                         |
| vosotros, vosotras                  | estéis                   | estestuvierais                 | hayáis estado                           | habierais estado                            | hubiereis estado                         | radiado                         |
| ellos, ellas                        | estén                    | estuvieran                     | hayan estado                            | habieren estado                             | hubieren estado                          | radiado                         |

## Konjunktionen und Subjuntivo
Dabei ist im Spanischen besonders darauf zu achten, dass manche Konjunktionen den Indikativ, indicativo, andere den subjuntivo und einige auch den Infinitiv, infinitivo, nach sich ziehen.

### Einteilung der spanischen Konjunktionen
Man findet im Spanischen drei Wortarten, welche die Funktion von Konjunktionen übernehmen können, es sind dies:
- Einzelwort-Konjunktionen, conjunciones simples
- zusammengesetzte Konjunktionen, conjunciones compuestas, und
- Adverbien, adverbios.

Daneben können sie bezüglich ihrer syntaktischen Funktionen klassifiziert werden:
- Beiordnende oder nebenordnende Konjunktionen, conjunciones de coordinación, verknüpfen gleichartige Satzglieder oder Sätze miteinander. Diese werden nochmals geordnet in
  - Reihende Konjunktionen, conjunciones copulativos, die eine Reihung der verschiedenen Satzglieder oder auch gleichrangigen Sätze verursachen. Beispiel: tanto … como, ni … ni.
  - Adversative Konjunktionen, conjunciones adversativas. Sie weisen auf eine Gegensätzlichkeit zum vorausgehenden Satz ein. Beispiel: aunque, sino.
  - Disjunktive Konjunktionen, conjunciones disyuntivas, geben zum Ausdruck, dass es nur eine Möglichkeit gibt. Beispiel: bien … bien, o … o.
  - Folgernde Konjunktionen, conjunciones conclusivas, leiten eine Schlussfolgerung ein. Beispiel: entonces.[46][47]
- Unterordnende Konjunktionen, conjunciones de subordinación. Sie leiten Nebensätze ein und können je nach Voraussetzung den Indikativ, indicativo oder den subjuntivo zur Folge nehmen. Auch diese Konjunktionen lassen sich in einzelne Gruppen ordnen, so
  - Temporale Konjunktionen, conjunciones temporales,
  - Finale Konjunktionen, conjunciones finales,
  - Kausale Konjunktionen, conjunciones causales, Beispiel: que, ya que, puesto que, porque
  - Konsekutive Konjunktionen, conjunciones consecutivas,
  - Konzessive Konjunktionen, conjunciones concesivas,
  - Konditionale Konjunktionen, conjunciones condicionales,
  - Adversative Konjunktionen, conjunciones adversitivas,
  - Anreihende Konjunktionen, conjunciones copulativas,
  - Modale Konjunktionen, conjunciones modales.

## Sprachgeschichtliches zum romanischen Konjunktiv im Allgemeinen und dem spanischen Subjunktiv im Speziellen
Man nimmt an, dass in der rekonstruierten indogermanischen Ursprache fünf Modi unterschieden wurden. Neben einem Indikativ für eine versachlichende Aussage (Berichten), kannte sie noch den Konjunktiv, mit dem der Sprecher sein Wollen (Erwarten und Wollen) oder eine subjektiv nicht wirkliche Vorstellung (Wünschen und Vermögen, Ermöglichen, Wähnen) darstellte, den Optativ (Wünschen), der einem Wunsch oder einer Möglichkeit Ausdruck verlieh, den Imperativ (Befehlen), den man nutzte, um zu befehlen, und den Injunktiv (Auffordern und Erwähnen) als Ausdruck eines Verbotes.

### Der lateinische Konjunktiv
Historisch war im Latein der Konjunktiv, als einer der Modi, das Gegenstück des Indikativs. Und wie es im Indikativ für die drei Zeiten das Präsens, das Präteritum und den Futur I gibt (mit den jeweiligen vorzeitigen Formen Perfekt, Plusquamperfekt und Futur II), wäre für alle diese Formen auch die entsprechende Konjunktiv-Form zu erwarten.
Der Begriff des Konjunktivs entstammt dem spätlateinischen modus coniūnctīvus, eigentlich „eine der Satzverbindung dienende Aussageweise“, zu lat. coniungere „verbinden“, „zusammenbinden“.
In den romanischen Sprachen sind die lateinischen Formen teilweise verloren gegangen. Im Latein gibt es, im Vergleich die formalen Entsprechungen zum Spanischen:
| Lateinisches Konjunktiv    |             | Spanisches Subjuntivo    |                        |
| -------------------------- | ----------- | ------------------------ | ---------------------- |
| Konjunktiv Präsens         | cantes      | Subjuntivo presente      | cantes                 |
| Konjunktiv Imperfekt       | cantares    | –                        | –                      |
| Konjunktiv Perfekt         | cantaveris  | Futuro de subjuntivo     | cantares               |
| Konjunktiv Plusquamperfekt | cantavisses | Imperfecto de subjuntivo | cantaras oder cantases |

Den Konjunktiv der beiden Futurformen bildet das Lateinische in der Coniugatio periphrastica durch das Partizip Futur mit der entsprechenden Form des Hilfsverbs esse. Oder es ersetzt ihn: Statt des Konjunktivs Futur I wird in Bezug auf ein Haupttempus der Konjunktiv Präsens gewählt, in Bezug auf ein Nebentempus der Konjunktiv Imperfekt, statt des Konjunktivs Futur II in Bezug auf ein Haupttempus der Konjunktiv Perfekt, in Bezug auf ein Nebentempus der Konjunktiv Plusquamperfekt.
Der Konjunktiv wird im Lateinischen in Hauptsätzen als Iussiv, als Optativ, als Hortativ, als Deliberativ und als Prohibitiv verwendet, in konditionalen Satzgefügen als Irrealis und als Potentialis, sowie in Nebensätzen, die eingeleitet mit den Konjunktionen ut, cum, ne und einigen anderen eingeleitet werden, und in indirekten Fragesätzen.
Im Latein fallen dem Konjunktiv unterschiedlichste Funktionen zu. Neben der volitiven Funktion des Wünschens und Wollens findet auch die dubitative Funktion ihren Ausdruck, um auf die Einschätzung zur Gültigkeit, Sicherheit oder Unsicherheit einer stattfindenden Handlung hinzuweisen.
In der lateinischen Sprache, aus dem die romanischen Sprachen abzuleiten sind, hat das infinite Verb, dessen Aufgabe es etwa ist, über ein Subjekt eine Aussage zu treffen, nur noch drei Modi: den Indikativ, den Konjunktiv und den Imperativ. Im Lateinischen hat der Konjunktiv aber nicht so sehr die Bedeutung eines Ausdrucks einer Wunschform (Optativ), sondern steht eher für eine Erwartung an die Zukunft.
Der lateinische Konjunktiv vereinigte nunmehr mehrere Funktionen des indogermanischen Konjunktivs (Erwarten), des Voluntativs (Wollen) und des Optativs (Wünschen und Vermögen, Ermöglichen, Wähnen) u. a. m.
Bei der Entstehung der romanischen Sprachen kam es zu einer erneuten Umstrukturierung der Modi. Man wird nun vier Modi für die finiten Verben finden: den Indikativ, den Konjunktiv, den Imperativ und den Konditional. Bei großzügiger Auslegung könnten auch noch die infiniten Formen, also das Partizip, der Infinitiv und das Gerundium, zu den Modi gerechnet werden.
Der funktionelle Aspekt der Modi lässt den Sprecher eine bestimmte (subjektive) Haltung zu der zu versprachlichenden Vorstellung, seiner letztlich mitgeteilten Satzaussage einnehmen. So wird der Sprecher etwa mit einer Form des Modus ausdrücken, ob er den Satzinhalt glaubt oder nicht, oder aber der Modus kann zum Ausdruck bringen, ob er sich etwas wünscht oder eben nicht.
Die Umstrukturierung der Modi aus der „indogermanischen Sprache“ und im Speziellen hinsichtlich des lateinischen Konjunktivs führte dazu, dass im lateinischen Konjunktiv bestimmte (Teil-)Funktionen der Modi vereint und andere neu gebildet wurden. Ein Teil des indogermanischen Konjunktivs hatte die Funktion eines Futurs inne, eine andere Teilfunktion bildete zusammen mit dem Optativ einen neuen Konjunktiv. Im Lateinischen sind damit der indogermanische Optativ und der Konjunktiv zusammengeflossen.
Insgesamt findet man im Latein vier verschiedene Formen des Konjunktivs, diese sind der „Konjunktiv Präsens“, „Konjunktiv Imperfekt“, „Konjunktiv Perfekt“ und „Konjunktiv Plusquamperfekt“. Im Spanischen hatte sich die Anzahl verdoppelt.

## Der deutsche Konjunktiv und der spanische Subjunktiv im Vergleich
Obwohl in der Literatur oft als Konjunktiv übersetzt, stellt der Subjuntivo keine direkte Entsprechung zum deutschen Konjunktiv dar. Es gibt in der deutschen Sprachen allerdings gewisse „Sprachrelikte“, die eine Ähnlichkeit zum spanischen Subjunktiv aufweisen:
```
Es 
möge
 dir gut ergehen. 
Konjunktiv I

Es 
möchte
 dir gut ergehen. 
Konjunktiv II

Ich 
möchte
 wohl ein Vogel sein!
Auf dass es 
geschehe
! Konjunktiv I
Dass es 
geschähe
. Konjunktiv II
Du wirst […] um Hilfe schreien, damit man mit Leitern 
komme
 und dich vor einer Taube 
rette,
 vor einer Taube! (
Patrick Süskind
.) Konjunktiv I
Es 
sei,
 wie es 
sei
. Konjunktiv I

Sei
 es, wie es 
wolle
. Konjunktiv I
Ich 
fände
 es gut, wenn du dich mehr über mein neues Smartphone 
freutest
. Konjunktiv II
Ich 
fände
 es gut, wenn du dich mehr über mein neues Smartphone 
freuen würdest
. Konjunktiv II + 
Ersatzform des Konjunktivs (oder: Würde-Form, Konjunktiv III)
```

(Reale) Wünsche, die Wunschform (Optativ), die Aufforderungsform (Jussiv) oder Möglichkeiten werden durch den Konjunktiv I dargestellt. – Beispiele:
```
Dein Reich 
komme
, Dein Wille 
geschehe
.
Eine jede 
rede
 am Telefon, wie sie wolle.
Man 
nehme
, wenn man hat, einen halben Liter Rotwein.
Sie 
reiße
 sich mal zusammen!
```

Aber auch Mutmaßungen und Vermutungen, Forderungen oder Befürchtungen sind, wenn auch noch nicht real, vorerst nur Möglichkeiten.
- Vermutung: Gretel glaubte, das Konzert gefalle ihm.
- Forderung: Gretel wollte, dass er immer freundlich sei.
- Befürchtung: Heinrich ahnte, sie schreibe heimlich.
- Wunsch: Ihre Liebe möge ewig währen.

Mit dem deutschen Konjunktiv I können auch irreale Vergleichssätze gekennzeichnet werden. Obgleich in dieser Funktion der Konjunktiv II gebräuchlicher ist, wird auch der Konjunktiv I genutzt.
```
Gretel tat so, als 
sei
 sie erstaunt, ihn zu sehen.
Heinrich benahm sich so, als 
mache
 es ihm nicht das Geringste aus, dass Mephisto an seiner Seite stand und ihm die Hand auf die Schulter legte.
```

Ferner wird der deutsche Konjunktiv I vor allem in der indirekten Rede angewendet, im Spanischen ist der Subjunktiv hier genau aber nicht zu finden. (Wenn man von wenigen Ausnahmen absieht, wenn das Verb des ursprünglichen Satzes im Imperativ steht.) – Beispiele:
```
Sie sagt, er gehe.
 
Präsens
 + 
Konjunktiv I

Dice que sale.
 
Presente de indicativo
```

Aber in der Verneinung
```
No dice que salga.
 
Sie sagt nicht, dass er komme.
```

In der indirekten Rede gilt im Spanischen die Consecutio temporum, das heißt, die Auswahl der Zeitform im Nebensatz hängt davon ab, ob dessen Aussage bezüglich derjenigen des Hauptsatzes vorzeitig, gleichzeitig oder nachzeitig ist. Dies wird im folgenden Beispiel dargestellt. Während im Deutschen mehrfach der Konjunktiv I zum Einsatz kommt, wird im Spanischen zwischen verschiedenen Zeiten gewechselt, um die Reihenfolge der Ereignisse zu verdeutlichen:
```
Sie erklärte mir, sie 
habe
 lange am Bahnhof 
gewartet
, es 
sei
 aber niemand 
gekommen
; der nächste Zug 
komme
 erst um 14 Uhr; sie 
werde
 bis dahin 
einkaufen gehen
 und dann wieder zum Bahnhof 
zurückkehren
.

Ella me explicó que 
había esperado
 mucho tiempo en la estación pero que nadie 
había llegado
; el próximo tren no 
iba a llegar
 sino hasta las 14 horas; ella 
iba
 hasta entonces a
 ir de compras
 y entonces 
volvería
 a la estación.
```

Der Konjunktiv II, der Irrealis, findet immer dann Anwendung, wenn Zweifel bestehen oder die Sache unrealistisch, chancenlos, unerfüllbar oder unmöglich seien sollte; kurzum mit dem Eintritt der Möglichkeit nicht zu rechnen sei. Der deutsche Konjunktiv II steht damit hauptsächlich für das nur Vorgestellte, bloß Gedachte und damit letztendlich Irreale. – Beispiele:
```
Sie sagte, sie 
habe
 immer genügend Kohle dabei. Konjunktiv I
Er sagte, er 
hätte
 zwar Geld, aber nicht dabei. Konjunktiv II
```

Zunächst ist augenfällig, dass sich die Formen zwischen dem deutschen Indikativ und Konjunktiv kaum oder nicht voneinander unterscheiden; es liegt ein Fall von „flexivischer Homonymie“ vor. Beim deutschen Verb „gehen“ sind nur die zweite und dritte Person singular und die zweite Person plural unterschiedlich.
| Person      | Deutscher Indikativ | Deutscher Konjunktiv I |
| ----------- | ------------------- | ---------------------- |
| ich         | gehe                | gehe                   |
| du          | gehst               | gehest                 |
| er, sie, es | geht                | gehe                   |
| wir         | gehen               | gehen                  |
| ihr         | geht                | gehet                  |
| sie         | gehen               | gehen                  |

Dadurch verschwindet der Konjunktiv I zusehend aus der deutschen Standardsprache, ist er doch einerseits morphologisch nur wenig charakterisiert oder abgrenzbar und andererseits durch eine Vielzahl von Alternativkonstruktionen austauschbar.
Im deutschen Konjunktiv wird zwischen dem Konjunktiv I und Konjunktiv II unterschieden, jede dieser Formen hat in der deutschen Sprache ihre eigenen Funktionen:
- Der Konjunktiv I wird vor allem in der indirekten Rede genutzt, aber auch bei der Äußerung eines Wunsches, einer Vermutung oder drückt eine Aufforderung aus. Der Konjunktiv I verfügt über drei Zeitstufen: Gegenwart, Vergangenheit und Zukunft.

- Der Konjunktiv II verleiht vor allem der Irrealität und Potenzialität im Deutschen Ausdruck. Er ist zu finden bei hypothetischen Aussagen, beim Ausdruck irrealer Bedingungen oder Folgen. Und auch als Ersatzform für den Konjunktiv I in der indirekten Rede wird er verwendet. Mit ihm kann man darüber hinaus bestimmte Einstellungen und Haltungen des Sprechers mitteilen, so etwa bei höflichen Aufforderungen oder angedeuteten Vermutungen oder Feststellungen. Der Konjunktiv II verwendet nur zwei Zeitstufen: die Gegenwart bzw. Zukunft und die Vergangenheit.

Dennoch gibt es in den allgemeinen Regeln der Verwendung des deutschen Konjunktivs I oder Konjunktivs II und des spanischen Subjuntivo Gemeinsamkeiten. Denn durch die Konjunktive lassen sich Ereignisse und Handlungen in den Bereich der Möglichkeit (Potentialis), der Wünschbarkeit (Optativ oder Voluntativ), der Aufforderung und Befehlsform (Adhortativ oder Jussiv) oder der Nichtwirklichkeit (Irrealis) verschieben, weshalb man auch allgemein von der Möglichkeitsform spricht.
So verfügt man im Deutschen mit dem Konjunktiv, neben der im spanischen unbekannten Verwendung für die indirekte Rede, noch über Verwendungsweisen, die Ähnlichkeiten mit dem Subjuntivo aufweisen.
- Er bringt Wünsche, Aufforderungen, Befehle u. Ä. m. zum Ausdruck. – Beispiele:

```
 Im Hauptsatz: 
Man 
nehme
 den Schraubenzieher.
 – 
Es 
sei
 genug für den heutigen Abend.
 – 
Er 
verbiete
 das Rauchen.
 – 
Gott 
sei
 seiner armen Seele gnädig.
 – 
Was es auch 
sei
, wir 
wollen
 es haben.
```

```
 Im Nebensatz: 
Der Vater 
wünsche
, dass seine Tochter ihm helfe.
 – 
Es 
sei
 darauf hingewiesen, dass die Umstände während der letzten Versuche gleich geblieben sind.
```

Der Konjunktiv bezeichnet, dass etwas nicht wirklich geschieht oder geschehen ist, sondern lediglich vorgestellt wurde. Irreale Sätze, die als Bedingungssätze auftreten, sind damit auf den Konjunktiv angewiesen. Die Irrealität wird dann durch den Konjunktiv II ausgedrückt. – Beispiele:
```
 Im Hauptsatz: 
Ohne mich 
wäret
 ihr einsam.
 – Im Nebensatz: 
Wenn du Zeit gehabt hättest, 
wärest
 du gekommen.
```

Aber nicht nur der Irrealität wird mit dem Konjunktiv Ausdruck gegeben, sondern manchmal auch der Möglichkeit (Potentialis). – Beispiele:
```
Wir wüssten schon, was zu tun 
wäre
.

Was dir auch immer geschehen 
möge
 (…).
```

In solchen Wendungen, die sich aus dem Gebrauch des Irrealis entwickelt haben oder an diesen angelehnt sind, überwiegt der Konjunktiv II.
So kann im Deutschen die formale Übersetzung in den Konjunktiv I oder den Konjunktiv II einen Anhaltspunkt liefern, der Gebrauch des spanischen Subjuntivo unterliegt aber anderen Regeln. Der Subjuntivo dient prinzipiell zum Ausdruck einer subjektiven Sichtweise. Im alltäglichen spanischen Sprachgebrauch ist die Verwendung des Subjuntivo von äußerster Wichtigkeit.
Dort, wo im Deutschen ein Konjunktiv stehen könnte, um eine Nichtwirklichkeit zu beschreiben, ist im Gegensatz hierzu im Spanischen der Subjuntivo zwingend erforderlich, um grammatikalisch korrekt den Sachverhalt zu versprachlichen.
Ein Beispiel: Eine gestellte Vermutung über das potentielle Wissen in einem Sachverhalt birgt die Möglichkeit einer Nichtwirklichkeit in sich. Im Deutschen gäbe es zwei Varianten. Im Spanischen stünde dieser Tatbestand – einer möglichen Nichtwirklichkeit – ausschließlich im Subjuntivo, hier genauer im presente de subjuntivo:
```
 
No hay nadie que lo 
sepa.
 
Es gibt niemanden, der es 
wisse
 bzw. 
wüsste
.
```

Die nächste Variante ist im Deutschen möglich, aber für diesen Sachverhalt ist es die grammatisch falsche spanische Form.
```
 
No hay nadie que lo 
sabe.
 
Es gibt niemanden, der es weiß.
```

Im spanischen Satz liegt die korrekte Formulierung vor, presente de subjuntivo. Der deutsche Satz „entspricht“ dabei ungefähr dem wiedergegebenen Subjuntivo.
```
 
Quiero que 
vengas.
 
Ich möchte, dass du 
kommest
 bzw. 
kämest.
```

Obwohl im deutschen Satz möglich – und eher üblich als der vorherige Satz –, wäre für diesen Sachverhalt die spanische Schreibweise grammatikalisch falsch.
```
 
Quiero que 
*vienes.
 
Ich möchte, dass du kommst.
```

## Spezieller Gebrauch des Subjunktivos und Abgrenzung zu weiteren linguistischen Begriffen
Der Subjuntivo kann auch ohne Nebensatz nur im Hauptsatz allein stehen, hier gelten für seinen Gebrauch die gleichen Regeln wie in zusammengesetzten Sätzen. Aber fast immer wird er in Nebensätzen verwendet, insbesondere solchen, die durch que oder eine andere Konjunktion eingeleitet werden.
Im Spanischen werden die Zeiten und Modi und der Aspekt in einer Handlungsabfolge oder -sequenz nach festen Regeln betrachtet. Die Zeit, in der das Verb des Nebensatzes steht, wird immer von der Zeit des Verbs im Hauptsatz bestimmt.
In der indirekten Rede steht der Subjuntivo nur dann, wenn die Verbform des Hauptsatzes ein Imperativ ist.
Wie im Deutschen können im Spanischen der Haupt- und Nebensatz mit Bindewörtern oder Konjunktionen verbunden werden. Üblicherweise wird der Subjuntivo in den Nebensätzen benutzt, wobei es aber Ausnahmen gibt. Vereinfacht gesprochen gilt: Wenn eine Handlung, die im Nebensatz beschrieben wird, ohnehin so gut wie sicher eintritt, kann auf den Subjuntivo verzichtet werden.

### Satzradikal und Satzmodus
Während im Satzradikal in der Sprechakttheorie der wahrheitsfunktionale Inhalt eines Satzes oder seine Proposition wiedergegeben wird – man kann sie in einer wahrheitswertfunktionalen Semantik erfassen – zeigt der Modus eines Satzes den jeweiligen Typ oder was der Fall im Sprechakt an. Das Satzradikal ist der Teil des Satzes, der den deskriptiven Gehalt eines Satzes wiedergibt. Der Modus der Abschnitte der den „Sinn“ des Satzes bestimmt.
Nach Erik Stenius Mood and Language Game (1967) besitzt jeder Satz ein Satzradikal und einen Satzmodus, letzteren klassifiziert er in drei Modi:
- Deklarativ (Indikativ)
- Imperativ und
- Interrogativ

Beispiele:
```
* 
Lees el libro.
 
Du liest das Buch.
```

Es ist der Fall (= Satzmodus: Deklarativ), dass du das Buch liest (= Satzradikal).
```
* 
Lee el libro.
 
Lies das Buch.
```

Mach, dass es der Fall ist (= Satzmodus: Imperativ), dass du das Buch liest (= Satzradikal).
```
* 
¿Tú lees el libro?
 
Liest du das Buch.
```

Ist es der Fall (= Satzmodus: Interrogativ), dass du das Buch liest (= Satzradikal).
Für das Spanische käme nunmehr der Subjunktiv, Modus der „psychischen Perspektive“, hinzu:
```
* 
Quiero que leas el libro.
 
Ich wünsche, dass du das Buch liest.
```

Kann es der Fall werden (= Satzmodus: Subjunktiv), dass du das Buch liest.

### Syntaktische Kriterien
Es gibt Wörter, die den Subjuntivo zwangsläufig nach sich ziehen, wie zum Beispiel ojalá (hoffentlich). Häufig anzutreffen ist aber etwa nach bestimmten nebensatzeinleitenden Wörtern (Subjunktionen) auch das Phänomen, dass dort sowohl der indicativo als auch der subjuntivo stehen kann, sich dann aber die Bedeutung der Subjunktion verändert. Als Beispiel sei das Wort aunque genannt, das mit indicativo „obwohl“, mit subjuntivo hingegen „selbst wenn“ bedeutet.
Im Indikativ gilt der Aussageinhalt eines Satzes als sicher, im Subjunktiv kann er wahr oder auch falsch sein. Der Indikativ folgt nach den Konjunktionen zumeist aber dann, wenn die Handlungen oder Ereignisse des Hauptsatzes in der Vergangenheit liegen, wenn also das Geschehen feststeht, also der Ort, die Zeit, Art und Weise usw. festgelegt sind.
Auch einige Adverbien, adverbios, werden mit dem Subjuntivo benutzt.
Verwendung fand der Subjuntivo als Expression von subjektiver Befindlichkeit im Spanischen aus historischer Perspektive erst relativ spät. In der lateinischen Sprache herrschte die Infinitivkonstruktion vor. In dem aus dem Vulgärlatein hervorgegangenen Altfranzösischen und Altspanischen stand vorwiegend der Indikativ. Erst mit dem 16. und dann im 17. wurde der Subjuntivo zunehmend häufiger, um sich dann im 18. Jahrhundert durchzusetzen.

### Semantische Kriterien
Einige Linguisten führen den zunehmenden Gebrauch und die Bedeutung des Subjuntivo in der Alltagssprache auf die in der Renaissance einsetzende Betonung des Ichs und auf die Verfeinerung des Sprachgefühls zurück.
In den komplexen Sätzen liegt eben auf Grund eines nunmehr stärker zum Ausdruck gebrachten Affektgehaltes (Gefühls) der Schwerpunkt nicht mehr auf der Tatsache des Hauptsatzes, dass z. B. jemand gekommen ist, sondern dass ich mich darüber wundere, freue, wütend bin etc. Der starke affektive Akzent auf den übergeordneten Hauptsatz bewirkt nun, dass die Handlung durch die Konjunktion que nicht in ihrer Konkretheit, nicht als real wahrgenommen werden kann, sondern, sozusagen nebenbei, nur als Darstellung einer Möglichkeit erfassbar wird.

### Subjunktiv, Modalität und Modus
Während der Modus eine grammatikalisch-morphologische Kategorie ist, die die Einschätzung der Realität oder der Realisierungsmöglichkeiten des versprachlichten Sachverhaltes durch den Sprecher ausdrückt, wird die Modalität hingegen als eine funktional-semantische Kategorie gefasst. Letztere bringt die Frage von Möglichkeit und Notwendigkeit in subjektiver Form zum Ausdruck. So beurteilt und kommentiert der Sprecher Tatbestände als z. B. möglich, zweifelhaft, wünschenswert, bedrohlich.
Modalitäten repräsentieren die subjektive Einstellung des Sprechenden zur gemachten Aussage. Modalität beschreibt im sprachwissenschaftlichen Sinne und von einer semantisch Herangehensweise her auf mehreren Ebenen die Sicht des Sprechers, die Perspektive zum Gesprochenen und die Ebene zur Wirklichkeit, die ihren Ausdruck in der geschaffenen sprachlichen Realität findet. Der „Subjunktiv“ in den romanischen Sprachen ist dabei eine Möglichkeit, der Modalität Ausdruck zu verleihen, und zeigt deshalb seinen semantischen Inhalt an, mit anderen Worten tut eine Bedeutung kund (siehe auch Proposition).
Die Modalität ist damit wie die Temporalität eine Beschreibungsperspektive, also eine Blickrichtung für eine versprachlichte Beschreibung.
Dennoch kann Modalität auch durch grammatikalisch-morphologische Mittel der Modi ausgedrückt werden. Denn ein Verb zeigt sich in unterschiedlichen Aussageweisen, Modus bzw. Modi. Der Modus kennzeichnet die (subjektive) Sichtweise (Modalität) des Sprechers gegenüber seiner Aussage. So kann man im Deutschen zwischen drei Modi unterscheiden den Indikativ (Wirklichkeitsform), Konjunktiv (Möglichkeitsform) und den Imperativ (Befehlsform). Zur Gestaltung der Modalität können zum einen ebendiese zuvor genannten Modi verwendet werden, zum anderen aber beispielsweise auch Modal- und Modalitätsverben, Satzadverbien und Modalpartikeln.
Modalität in der Aussage eines Satzes ist also eine semantische Eigenschaft, welche die Einstellung des Sprechers zum Inhalt des Satzes betrifft. Anders formuliert verdeutlicht der Sprecher mit sprachlichen Mitteln sein Verhältnis zum Ereignis, Handlung und zu seiner Aussage, so kann der Sprecher z. B. damit Gebote, Angebote, Erlaubnisse, Pflichten Rechte und Wünsche formulieren. Hierzu ein Beispiel in der deutschen Sprache. In einer grundsätzlichen, ersten Aussage wird durch einen Sprecher versprachlicht, dass eine Anzahl von Menschen Fußball spielt. – Beispiele:
```
 
Wir spielen Fußball.
 Explikation: Grundsätzliche Aussage der Sprecher teilt mit das eine Anzahl von Menschen Fußball spielt.
 
Wir 
wollen
 Fußball spielen.
 Explikation: Das eingesetzte Modalverb modifiziert die Aussage im Satz dahingehend, dass der Sprecher vorhat bzw. den Wunsch äußert das die Gruppe Fußball spielen möge.
```

Modale Aussagen zeichnen sich dadurch aus, dass sie sich nicht (allein) auf einzelne Fakten der wirklichen Welt beziehen, sondern für die Geltung ihrer Aussage alternative Möglichkeiten („mögliche Welten“ mundos posibles) einbeziehen. Aus der Blickrichtung des Sprechers lassen sich zwei wesentliche Ursachen für die Unbestimmbarkeit von Aussagen bestimmen:
- im Ausgesagten kann der Sprecher nicht mit Bestimmtheit sagen, ob der Inhalt wahr sei, „mögliche Welt vs. aktuale Welt“;
- im Ausgesagten wird auf ein nicht oder noch-nicht eingetretenes Ereignis Bezug genommen.

Der Sprecher gibt seine persönliche Stellungnahme zu einem realen oder irrealen Sachverhalt oder Tatbestand kund. Also zu der tatsächlichen, aktualen Welt oder Wirklichkeit oder einer der übrigen Welten, der kontrafaktischen möglichen Welten oder der möglichen Zustände der Welt bzw. Wirklichkeit. Modalität wird nicht nur durch den Modus ausgedrückt, sondern auch durch andere sprachliche Mittel.
Der Sprecher bringt dabei zum Ausdruck, wie das von ihm Versprachlichte verstanden werden soll oder wie und in welcher Weise die Wahrheitswert-Bedingungen eines gesprochenen Textes in Bezug auf die Situation, in welcher er geäußert wird, ausgewertet werden können. Während sich nun in Bezug auf die Beschreibungsperspektive der Temporalität die Auswertung der Wahrheitswert-Bedingungen eines Textes auf andere Zeiten bezieht, bezieht sich die Auswertung der Wahrheitswert-Bedingungen in der Beschreibungsperspektive der Modalität auf die Auswertung möglicher Realitäten.
Blickrichtung ist die Modalität insofern, als sie zum einen das Verhältnis des Sprechers zu der Art und Weise seiner (subjektiven) Stellungnahme und seiner Versprachlichung der unterschiedlichen Formen der Beziehung des Sprechers zu seiner Satzaussage thematisiert.
Zum anderen ist sie dies, als sie die Beziehung der Satzaussage zur Wirklichkeit in dieser versprachlichten Realität darstellt.
Modalität wird in dieser Auffassung als Einstellung des Sprechers zum Gesprochenen definiert, wobei mit Einstellung die subjektive Bewertung gemeint ist.
Zeitbezüge oder zeitliche Relationen sowie subjektive oder persönliche Einstellungen zu versprachlichen, sind also die grundlegenden
Bedürfnisse in einer menschlichen Kommunikation. Als Mittel hierzu stehen in den flektierenden Sprachen die Verbalkategorien des Tempus und des Modus zur Verfügung. Im Vergleich zur Modalität ist der Modus ein Konjugationsparameter beziehungsweise eine grammatische Kategorie des Verbs.
Zusammenfassend lässt sich die Modalität dadurch fassen, dass sie
- kein Bestandteil desjenigen Sachverhaltes ist, der in einer versprachlichten Äußerung beschrieben wird, sondern ein Etwas, das zusätzlich zu diesem Sachverhalt ausgedrückt wird, und
- sie sich nach unterschiedlichen Modalitätsarten aufteilen lässt, so etwa auf Basis spezieller grammatikalisch-formaler Kategorien.

In der deutschen und der spanischen Sprache zeigt sich ein Verb in seinen unterschiedlichen Aussageweisen bzw. Modi. Der Modus kann die (subjektive) Sichtweise (Modalität) des Sprechers gegenüber seiner Aussage kennzeichnen. Man kann in beiden Sprachen drei Modi unterscheiden: den Indikativ (Wirklichkeitsform), den Konjunktiv (Möglichkeitsform) und den Imperativ (Befehlsform); wobei der deutsche Konjunktiv, wie oben schon ausgeführt, nicht dem spanischen Subjuntivo entspricht.
Vergleicht man das Deutsche mit dem Spanischen, so wird man gewahr, dass in der deutschen Sprache der Bereich der Modalität durch folgende sprachliche Typen umrissen ist:
- Modalverben, verbos modales, und Modalitätsverben,
- Modusformen des Verbs, wie Konjunktiv und Imperativ,
- modale Infinitivkonstruktionen,
- Modalwörter oder Satzadverbien,
- Modalpartikel, partículas modales.

Auch das Spanische verfügt über entsprechende Bildungen, jedoch ist deren Gebrauch im Satz und Aussage unterschiedlich. Während im Deutschen die Modalverben ihre bevorzugte Verwendung finden, erhält das Spanische durch die Verwendung des Subjuntivo sein wichtigstes Mittel zum Ausdruck der Modalität.
Dennoch spielen Modalverben wie querer, deber, soler, saber, poder eine ebenso wichtige Rolle wie die Verbalperiphrase oder verbale Periphrasen mit dem Infinitiv. Modale verbale Periphrasen sind solche Periphrasen, die mit Modalverben als Hilfsverb verbunden sind und den Inhalt eines anderen Verbs abwandeln, ihnen folgt stets ein Infinitiv. Von geringerer Bedeutung, aber nicht bedeutungslos, sind die Modalwörter und Modalpartikel.
Nach L. Gómez Torrego (1988) lassen sich Periphrasen unterscheiden in solche, auch direkte Periphrasen genannt, an die sich unmittelbar der Infinitiv anschließt (wie querer, deber, poder plus Infinitiv) und in solche, die über eine präpositionale oder auch konjunktionale Verknüpfung entstehen (wie hay que, tener que, haber de, deber de plus Infinitiv), auch als indirekte Periphrasen bezeichnet.

### Einteilung der Theorien über den Subjunktiv
Es lassen sich nach Schifko (1967) zwei große Gruppen der verschiedenen Theorien über den Subjunktiv bzw. (romanischen) Konjunktiv einteilen:
- Vertreter der dualistischen oder pluralistischen Theorien:
  - Eugen Lerch
  - Moritz Regula
  - Cornelis De Boer
  - Ernst Gamillscheg
  - Walther von Wartburg
  - Paul Zumthor
  - Karl von Ettmayer
  - Andrés Bello
  - Friedrich Hanssen
  - Samuel Gil y Gaya
  - Robert Kilburn Spaulding
  - Rodolfo Lenz
- Vertreter monistischer Theorien:
- Modale Theorien:
  - Hermann Soltmann
  - Lucien Foulet
  - Willem van der Molen
- Amodale Theorien:
  - Eugène Tănase
  - Joseph Hanse
  - Richard Wähmer
  - Theodor Kalepky
  - Jacques Damourette
  - Edouard Pichon
  - Robert Le Bidois
  - Knud Dag Nielsen Togeby
  - J. Francis Lemon
  - Gustave Guillaume
  - Paul Imbs
  - Ulrich Ricken

### Aktuelle linguistische Forschung, Zusammenfassung
Zum Thema des „Subjunktivs“ wurden aus sprachwissenschaftlicher Sicht eine große Anzahl von Publikationen veröffentlicht. Es gibt eine Reihe von Reflexionen und Hypothesen zu diesem Thema.
Innerhalb der Romanistik bzw. der Linguistik im Allgemeinen bestehen die allermeisten Differenzen über das Subjunktiv in der Auffassung darüber, ob die Bedeutung und Funktion sich lediglich (morpho-)syntaktisch, semantisch oder pragmatisch definieren lässt. Antoni Maria Badia i Margarit (1953) steht für eine morphosyntaktische Sichtweise, Martin Hummel (2004) für eine semantische Sichtweise und für pragmatische Betrachtungsweise steht exemplarisch Ralph Ludwig (1988)
Für Badia i Margarit ist die einzige Funktion des im Nebensatz eingesetzten Subjunktivs, die Abhängigkeit des Nebensatzes vom Hauptsatz zu belegen. Auch Badia i Margarit spricht, ähnlich wie Martin Hummel „valor básico del subjuntivo“, von Grundfunktionen „significaciones básicas“ oder Grundwerten „valores fundamentales“.
Die Forschung über den spanischen Subjuntivo führte zu den verschiedensten Gegensatzpaaren, z. B. realer vs. irrealer Modus, Realität vs. Irrealität, Objektivität vs. Subjektivität oder „gültige“ Aussage vs. eingeschränkte objektive und / oder subjektive Gültigkeit (siehe auch folgende Tabelle). Ob diese semantischen Kriterien nun zur Erklärung und Unterscheidung von Indicativo und Subjuntivo herangezogen werden – sie reichen allein nicht aus, um den Gebrauch des Subjuntivo im Spanischen umfassend zu erklären.
So spielen neben diesen semantischen auch noch syntaktische Kriterien eine Rolle, wie etwa die Art des Satzes in Verbindung mit bestimmten einleitenden Konjunktionen oder Adverbien.
| Autor                                                        | Publiziert, Literaturstelle, Seite | Indicativo                                                                      | Subjuntivo |
| ------------------------------------------------------------ | --- | ------------------------------------------------------------------------------- | --- |
| Eugen Lerch                                                  | Die Bedeutung der Modi im Französischen. O. R. Reisland, Leipzig 1919, S. 111 | Aussagesätze (Indikativ)                                                        | Wunschsätze (Imperativ oder wünschendem Konjunktiv), „Konjunktiv des Begehrens“ und „Konjunktiv des psychologischen Subjekts oder der Unsicherheit“ |
| Knud Togeby                                                  | Mode, aspect et temps en espagnol. Kopenhagen 1953, 3. Auflage 1975, S. 118 | affirmation (Aussage)                                                           | suspension de l’affirmation (Aussetzung der Aussage)                                                                                                |
| William E. Bull                                              | Spanish for Teachers: Applied Linguistics. The Ronald Press Company, New York 1965, S. 182 | experience knowledge (Erfahrungswissen)                                         | non-experience lack of positive knowledge (nicht nachgeprüftes Wissen)                                                                              |
| Jean Coste und Augustin Redondo (* 1934)                     | Syntaxe de l’espagnol moderne. Societe d’Edition d’Enseignement Superieur, Paris 1965 | objectivité (Objektivität)                                                      | subjectivité, éventualité (Subjektivität, Möglichkeit)                                                                                              |
| Real Academia Española (RAE)                                 | Esbozo de una nueva gramática de la lengua española, Real Academia Española. Comisión de Gramática. Bd. 13 Real Academia española, 1973 (Abgekürzt Esbozo, 1973) | realidad (Wirklichkeit)                                                         | no realidad (Nichtwirklichkeit) |
| Peter Wunderli                                               | Modus und Tempus. Beiträge zur synchronischen und diachronischen Morphosyntax der romanischen Sprachen. Narr Francke Attempto, Tübingen 1976 und Die Teilaktualisierung des Verbalgeschehens (Subjonctif) im Mittelfranzösischen eine syntaktisch-stilistische Studie. De Gruyter, Berlin 1970 | Vollaktualisierung (Indikativ)                                                  | Teilakualisierung (Konjunktiv) |
| Philip W. Klein und Tracy D. Terrel; Joan L. Hooper (* 1945) | Observations on the Semantics of Mood in Spanish. Dissertationsschrift, University of Washington, Washington 1974, S. 117 und A Semantically Based Analysis of Mood in Spanish. Hispania 57, (1974) 465-97.                                                                                    | assertion (behauptbar, Geltendmachung)                                          | non-assertion (nicht behauptbar) |
| John J. Bergen                                               | One rule for the Spanish subjunctive. Hispania, 61, (1978) 218–234 | objective fact (objektivierbare Tatsachen)                                      | subjective reservation (subjektive Einschränkungen)                                                                                                 |
| José Miguel Solano-Araya                                     | Modality in Spanish: An Account of Mood. Dissertationsschrift University of Kansas, Lawrence, KA. 1982 | commitment to the truth or falsity (Verpflichtung zur Wahrheit oder Falschheit) | no such commitment (ohne jede Verpflichtung zur Wahrheit oder Falschheit)                                                                           |
| Martin Hummel                                                | Der Grundwert des spanischen Subjunktivs. Narr Francke Attempto, Tübingen 2001, S. 1–4 | Existenzmodus, primäre Ebene des faktischen Ereigniskontextes                   | Inzidenzmodus, sekundäre Ebene der inzidentellen Abstraktion und Vorstellung eines möglichen Eintretens                                             |
| Helmut Berschin, Julio Fernández-Sevilla, Josef Felixberger  | Die spanische Sprache. Verbreitung, Geschichte, Struktur. Hildesheim / Zürich / New York 2005, S. 240 | gültige Aussage                                                                 | objektiv und/oder subjektiv eingeschränkte Gültigkeit der Aussage                                                                                   |

modifiziert nach Helmut Berschin et al.

### Modelle zur Erklärung des spanischen Subjunktivs
Bei der reflexiven Betrachtung und Analyse des spanischen Subjuntivs lassen sich im Wesentlichen zwei Positionen herausarbeiten, zum einen die:
- „Auslösungshypothesen oder -modell“ und zum anderen, die
- „Inzidenzhypothese oder -modell“

Nach dem „Auslösungsmodell“ wird die Möglichkeitsform sprecherbezogen begriffen, würde sie einzig durch des Sprechers Wähnen, Gefühle, Bitten, Befehlen, Meinen, Werten, Zweifeln, Empfehlen, Raten, Gewähren und Erlauben, Verbieten, Wünschen, Ermahnen>, Willensäußern und so weiter ausdrückt werden. Da der Subjunktiv sich fast immer als ein subordinierten, abhängiger Modus im Satz zeige, würde er sich durch übergeordnete Verben, Konjunktionen und den zuvor aufgelisteten „inneren Parametern und Einstellungen“ auslösen lassen. Er gehorche dabei grammatikalischen Regeln und stelle eine Grammatische Kategorie dar, die in den Zeitstufen Vergangenheit, Gegenwart und Zukunft verwendet werden kann.
Dennoch stellt Belchí (1987) fest, dass subjektive Haltungen, Einstellungen etc. auch mit dem Indikativ, indicativo einhergehen können. Das „Auslösungsmodell“ des Subjunktivs stellt nicht den Grundwert oder die Grundfunktion ins Zentrum der Betrachtung, sondern die Auslösung dieses Modus durch übergeordnete sprachliche Strukturen, die in der Regel syntaktischer Natur sind. Für Hummel als einer der Vertreter des „Inzidenzmodells“ ist Erklärung nach dem Grundwert wichtig, den nur so lässt sich die Fülle von Regeln und Ausnahmen reduzieren.
Hummel (2001) hingegen präferiert das „Inzidenzmodell“ ohne aber bestimmte Tatsachen, die sich aus dem „Auslösungsmodell“ ergeben, völlig aufzugehen, er schreibt:

„(…) daß sich als einziges gemeinsames Merkmal aller bislang untersuchten Fälle die Fokussierung eines Ereignisses unter dem Aspekt seines (vorangestellten) Eintretens ergibt. (…) Der Indikativ als Existenzmodus betrifft das So-Sein von Ereignissen. Er beschreibt die Dinge so, wie sie nach erfolgtem Eintreten sind, d. h. sie können beispielsweise noch andauern (imperfektiv Erfassung) oder abgeschlossen sein (perfektive Erfassung). Da nur das Eingetretensein (Existenz) von Ereignissen reale zeitliche Merkmale aufweist, ist der Existenzmodus zugleich die Grundlage für die Tempuskategorie der Sprache. (…) Es geht um die Wirklichkeit der Ereignisse als solches, d. h.das Eintreten losgelöst von seiner faktischen Aktualisierung. Im Modussystem des Spanischen ist also folgende ontologische Analyse von Ereignissen fixiert: Es gibt Ereignisse, die existieren. Die Existenz von Ereignissen ist Folge ihrer Inzidenz (Eintreten). Das erste wird mit dem Indikativ ausgedrückt, das zweite mit dem Subjunktiv. Der Subjunktiv spiegelt die Grunderfahrung des Menschen wider, wonach Dinge und Ereignisse nicht nur bereits existieren, sondern auch eintreten (inzidieren).(…) [Zum Wesen des Subjunktivs gehört die] (…) Fokussierung von Ereignissen unter dem Aspekt ihres Eintretens (und nicht des faktischen Eingetretenseins) (…)“

Der Grundwert, den Hummel dem spanischen Subjunktiv zuordnet, wird durch das Merkmal „Ereignis unter dem Aspekt seines Eintretens“ definiert. Hummel teilt dabei die Ansicht von Gustave Guillaume über den aspektuellen Charakter des Subjunktivs. Hiernach würde der Subjunktiv zum Bereich von Verwirklichung gehören, der den imperfektiven Aspekt ausdrückt; den Bereich der nicht vollendeten Telik in einer Realisierungsdynamik.
Besieht man und vergleicht die Überlegungen von Badia i Margarit (1953) und die von Hummel (2001), zeigt sich, dass, obgleich beide die Bedeutung und Funktion des Subjunktivs auf einen Grundwert zurückführen, sie die Bedeutung und Funktion des Subjunktivs unterschiedlich definieren. Für Badia i Margarit hat der Subjunktiv im Nebensatz keine andere Funktion, als die Abhängigkeit des Nebensatzes vom Hauptsatz zum Ausdruck zu bringen. Er ist rein morphosyntaktisch bestimmt. Die Bedeutung des Konjunktivs erklärt sich für Badia i Margarit in jenen Handlungen, die sich in der Vorstellung des Sprechers befinden.
Während für Badia i Margarit der Subjunktiv als (morphosyntaktisches) sprachliches Instrument zur Explikation der Abhängigkeitsverhältnisse zwischen dem Hauptsatz und dem Nebensatz dient, versteht Hummel unter dem Subjunktiv eine Präsentationsform eines möglichen Ereignisses, während der Indikativ als Indikator für das Auftreten von faktischen Ereignissen fungiert. Wobei es eigentlich bei beiden Präsentationsformen (Subjunktiv vs. Indikativ) nicht darum geht, ob ein Sachverhalt tatsächlich eingetreten ist oder nicht, sondern vielmehr wie der Subjunktiv diesen Sachverhalt im Unterschied zum Indikativ (semantisch) präsentiert. Für Hummel drückt der Subjunktiv eine Bedeutung aus, er wird semantische bestimmt und hat nicht einfach nur eine instrumentell-syntaktische Funktion.
Das besondere am „Inzidenz- oder Ereignismodell“ ist es, das hier das Phänomen eines (möglichen) Eintretens, die Inzidenz in den Mittelpunkt gerückt wird, wobei man von der Faktizität des Eingetretenseins abzieht, auch wenn sich der subjuntivo auf ein tatsächlich schon eingetretenes Ereignis bezieht. Man kann den spanischen Subjunktiv somit auch als „Inzidenzmodus“ kennzeichnen. Dieser Modus, verstanden als ein markierter Modus stünde dann in funktioneller Opposition zum Indikativ, indicativo.
Da sich aus der Sicht von Martin Hummel (2001) der Subjunktiv auch auf faktisch eingetretene und sich realisierende Handlungen und Ereignisse beziehen kann, wird die Frage, welcher Unterschied zwischen der Präsentation im „Existenzmodus“ und der Präsentation im „Inzidenzmodus“ des Subjunktivs besteht, so beantwortet, dass es entscheidend ist, auf welcher Ebene sich die Präsentation versprachlicht – auf einer primären Ebene des faktischen Ereigniskontextes oder auf einer sekundären, inzidentellen Ebene, einer Ebene der Abstraktion und Vorstellung eines möglichen Eintretens in der sich faktisch vollzogenen Realität.
In einer aktuellen deutschen Publikation des Romanisten Martin Hummel (2001) wird die Unterscheidung der Modi „Indikativ“ und ‚„Subjunktiv“ als grundlegend nicht nur für das Verständnis der spanischen Sprache gesehen. Hummel sieht im spanischen Subjunktiv einen Grundwert, „valor básico del subjuntivo“ eine Grundfunktion in dieser Sprache.
Während der Indikativ die vorgestellten Ereignisse aus der Sicht ihres „Eingetretenseins“, also ihrer faktischen Existenz beschreibt, gilt für den Subjunktiv der Aspekt des „möglichen Eintretens“, der „Inzidenz“. Wobei der Subjunktiv im Moment des „Eingetretenseins“ vom faktischen Ereignis in der sprachlichen Äußerung abstrahieren kann. Der Subjunktiv steht in „funktioneller Opposition“ zum Indikativ. Während also der Subjunktiv als „Inzidenzmodus“ fungiert, der das mögliche reale Eintreten von Ereignissen, als Vorstufe ihrer Realisierung, versprachlicht, verbalisiert der Indikativ als „Existenzmodus“ die Tatbestände der sich realisierenden Ereignisse. Und beide auf der Ebene einer Grundfunktion der spanischen Sprache. Vor diesen Überlegungen widerspricht Martin Hummel der in vielen Grammatiken geäußerten Annahme, dass die Verwendung des Subjunktivs durch bestimmte Verben, Konjunktionen usw. oder durch innere Haltungen wie Freude, Zweifel, Hoffnung usw. zum Ausdruck käme.

## Didaktisches
Eine verbreitete Mnemotechnik sind folgende Merksätze für den Modo subjuntivo (hier der Satzbeginn Es necesario que …):
```
Es necesario que
 (tú) 
estudies.

Es necesario que
 (nosotros) 
ahorremos.

Es necesario que
 (ellos/ellas) 
respondan.
```

Obwohl für den Sprachlernenden die Darstellung und Anwendung des subjuntivos anhand von Wortkombinationen, den sogenannten Signalwörtern für das sprecherbezogene Wähnen, Fühlen, Bitten, Befehlen und Fordern, Meinen, Bewerten, Zweifeln, Empfehlen, Raten, Erlauben, Verbieten, Wünschen, Ermahnen etc. eine Orientierung geben kann, impliziere dieses Vorgehen jedoch nach Hummel (2001) auch, dass das Erlernen einer Vielzahl von Regeln für die praktisch-alltägliche Anwendung des Subjunktivs notwendig sei.
So fand Borrego (1998) mehr als siebzig Regeln zum Gebrauch des Subjuntivo. Auch die Real Academia Española zählt in ihrer Nueva Gramática de la Lengua Española zahlreiche Funktionen des Subjuntivo auf. Dabei legt sie besonderen Fokus auf dessen umfangreich ausdifferenziertes Auftreten in Nebensätzen wie beispielsweise seine Verwendung in Relativ-, oder Konditionalsätzen. Das Erlernen der spanischen Sprache im Fremdsprachenunterricht geht somit zwangsläufig mit der Vermittlung von Konjunktivauslösern und dem Erlernen verschiedener Bedingungen für die Form und Verwendung dessen einher.

### Allgemeines
- Ana I. Rodríguez-Pinero Alcalá: Algunas reflexiones en torno al subjuntivo en español y alemán. (PDF; 525 kB) 1999, S. 579–586.
- Veronika Bočková: Uso del subjuntivo en el español actual. (PDF; 283 kB) Dissertationsschrift der Masaryk-Universität Brno, Brno 2006.
- Maria Bliachova, Katharina Beckmann: Der spanische Konjunktiv. Universität München, Institut für Romanische Philologie, Sommersemester 2009. Hauptseminar „Tempus – Modus – Aspekt“ bei Barbara Schäfer-Prieß 30. Juni 2009.
- Bert Cornillie: Evidentiality and Epistemic Modality in Spanish (Semi-)Auxiliaries: A Cognitive-functional Approach (Applications of Cognitive Linguistics). De Gruyter Mouton, New York / Berlin 2007, ISBN 3-11-018611-X
- A. Manteca Alonso-Cortés: Gramática del subjuntivo. Gramática generativa transformacional del español. àngel Manteca Ediciones Cátedra, Madrid 1981, ISBN 84-376-0305-6.
- Eugenio Coseriu: Das romanische Verbalsystem. Tübinger Beiträge zur Linguistik, Bd. 66, Narr, Tübingen 1976, ISBN 3-87808-066-2.
- Wolfgang Dahmen: Was kann eine vergleichende romanische Sprachwissenschaft heute (noch) leisten? Bd. 20, Romanistisches Kolloquium, Narr, Tübingen 2006, ISBN 3-8233-6213-5.
- José Álvaro Porto Dapena: Del indicativo al subjuntivo. Valores y usos de los modos del verbo. Arco Libros, Madrid 1991, ISBN 84-7635-093-7.
- Pilar Díaz, María Luisa Rodríguez: El subjuntivo. Colección paso a paso. Bd. 1 u. 2, Editorial Edinumen, Madrid 2007, ISBN 978-84-89756-66-3.
- Antonio Fábregas: A guide to subjunctive and modals in Spanish: Questions and analyses. International Journal of Hispanic Linguistics, 2014, 3/2. S. 1–94
- Paul Gévaudan: Matrix ohne Hauptsatz in den romanischen Sprachen. Auf den Spuren einer neuen Wortart? PhiN 70/2014: 39
- Amy E. Gregory: The Spanish mood/subordination/reference interface. IJES, vol. 7 (1), 2007, S. 47–64
- Astrid Grieger: Manual del subjuntivo. Guía alfabética del uso de los modos verbales. Amazon Distribution, Leipzig 2015, ISBN 1-4974-2098-9.
- Gustave Guillaume: Tiempo y verbo, teoría de los aspectos, los modos y los tiempos. (1929) Temps et verbe. Théorie des aspects, des modes et des temps. Champion, Paris (1929) Neuauflage 1965
- Martin Hummel: Der Grundwert des spanischen Subjunktivs. Narr Francke Attempto, Tübingen 2001, ISBN 3-8233-5125-7.
- Klaus Hunnius: Imparfait und Subjonctif. Zu den Korrespondenzen zwischen ‚Tempus‘ und ‚Modus‘. In: Daniel Jacob, Andreas Kablitz, Bernhard Konig, Margot Kruse, Joachim Kupper (Hrsg.): Romanistisches Jahrbuch 2009. De Gruyter, 2010, ISBN 3-11-022308-2, S. 51–63.
- Emma Martinell Gifre: El subjuntivo (Coleccion Temas y monografias). Editorial Coloquio, Madrid 1985, ISBN 84-86093-13-9.
- Paul Gévaudan: Matrix ohne Hauptsatz in den romanischen Sprachen. Auf den Spuren einer neuen Wortart? In: Philologie im Netz, Nr. 70/2014, S. 39–54.
- Jerzy Kowal: La realidad del subjuntivo en lassubordinadas sustantivas. In: Rajiv Saxena (Hrsg.): „Hispanic Horizon.“ 25 Anniversary Number 2006, Jawaharlal Nehru University, New Delhi, ISSN 0970-7522, S. 192.
- Emma-Lotta Myllyharju: Zum Konjunktiv I im Deutschen. Ein Vergleich zwischen der grammatischen Beschreibung und der Sprachwirklichkeit unter besonderer Berücksichtigung der Sprachentwicklung. Pro Gradu Arbeit, Institut für moderne und klassische Sprachen. Deutsche Sprache und Kultur, Universität Jyväskylä, Juni 2009 (jyx.jyu.fi PDF).
- Claus D. Pusch: Morphosyntax, Informationsstruktur und Pragmatik: präverbale Marker im gaskognischen Okzitanisch und in anderen Sprachen. In: Script Oralia, Bd. 124, Narr, Tübingen 2001, ISBN 3-8233-5434-5, S. 150.
- Wolfgang Reumuth, Otto Winkelmann: Praktische Grammatik der spanischen Sprache. 4. unveränderte Auflage, Egert, Wilhelmsfeld 2003, ISBN 3-926972-21-1.
- Peter Schifko: Subjonctif und subjuntivo. Zum Gebrauch des Konjunktivs im Französischen und Spanischen. W. Braumüller, Wien / Stuttgart 1967.

### Wissenschaftliche Arbeiten
- Aoife Ahern, Manuel Leonetti: The Spanish subjunctive: Procedural semantics and pragmatic inference. (PDF) In: Rosina Márquez-Reiter, María Elena Placencia (Hrsg.): Current Trends in the Pragmatics of Spanish. John Benjamins, Amsterdam 2004.
- Maria Bachler: Neue Überlegungen zur Modus-Problematik im Spanischen im Hinblick auf die Bestimmung des Grundwerts des subjuntivo. (PDF; 3,2 MB) Dissertationsschrift, Wien 2010.
- John J. Bergen: One rule for the Spanish subjunctive. In: Hispania, Bd. 61, Nr. 2 (Mai 1978), S. 218–234.
- Dwight Bolinger: One or Two Subjunctives? In: Hispania, Bd. 57 (1974), S. 461–471.
- Dwight Bolinger: Again – One or Two Subjunctives? In: Hispania, Bd. 59 (1976), S. 41–49.
- Sara Dejam-Tabah: Zur Funktion des Konjunktivs im subordinierten Nebensatz. Ein sprachtypologischer Vergleich zwischen dem Persischen und Spanischen. Dissertationsschrift, Martin-Luther-Universität Halle-Wittenberg, 2008 (PDF)
- Horst Combe: Die Verwendung des spanischen Subjuntivo im Relativsatz. (PDF; 2,0 MB) Dissertationsschrift, Universität Tübingen, 2010.
- Encarnación García Dini: Lo condicionado y sus modalidades. (PDF; 622 kB) Atti del XIX Convegno (Associazione ispanisti italiani): Roma, 16–18 settembre 1999, Rom 1999, S. 131–140.
- Eberenz, Rolf: Sea como fuere: zur Geschichte des spanischen Konjunktiv Futur, doi:10.5169/seals-32887. Vox Romanica Band (Jahr): 42 (1983) doi:10.5169/seals-32887
- Gerhard Edelmann: El futuro de subjuntivo en el lenguaje jurídico español: ¿una forma verbal destinada a desaparecer? (PDF; 884 kB) Magisterarbeit, Wien 2010.
- Fermín Martos Eliche: La pragmática del subjuntivo: enfoques de uso. Asociación para la enseñanza del español como lengua extranjera (ASELE), Actas III (1991), S. 361–368 (PDF; 433 kB)
- Martin Gysi: Die Verbalgröße Imperativ im Spanischen. Überlegungen zum Grundwert des spanischen Imperativs und seiner Stellung innerhalb des Modussystems. Europäische Hochschulschriften: Reihe 24, Ibero-Romanische Sprachen und Literaturen. Bd. 48, Lang, Bern / Berlin / Frankfurt am Main / New York / Paris / Wien 1997, ISBN 978-3-906757-50-6
- Bianca Lehner: Der Subjuntivo im Spanischen Lateinamerikas. Bachelorarbeit, Grin Verlag, München 2007, ISBN 978-3-640-44289-8.
- J. Francis Lemon: A Psychological Study on the Subjunctive Mood in Spanish. In: The Modern Language Journal Bd. 11, Nr. 4, 1927, S. 195–199.
- Gabriele Knauer: Der spanische Subjuntivo im Wechselverhältnis zwischen Syntax und Semantik. Versuch einer integralen Beschreibung und Erklärung. Dissertation, HU zu Berlin, 1987.
- Gabriele Knauer: Der Subjuntivo im Spanischen Mexicos. Sein Wechselverhältnis zwischen Syntax, Semantik und interaktionalen Faktoren. Max Niemeyer, Tübingen 1998, ISBN 3-484-52292-5
- Casilde A. Isabelli: Development of the Spanish Subjunctive by Advanced Learners: Study Abroad Followed by At-Home Instruction. Foreign Language Annals 40, 2 (Summer 2007): 330–341
- Mario Medina: Análisis comparativo del uso del subjuntivo en alemán y en español. Beiträge zur Romanischen Philologie 28, (1979) 2: 267–271.
- Antoni Maria Badia i Margarit: El subjuntivo de subordinación en las lenguas románicas y especialmente en iberrománico. In: Revista de Filología Española, Bd. XXXVII, 1953, S. 95–129.
- Victoria Moreno: Indicativo o subjuntivo en oraciones concesivas. (PDF; 387 kB) ASELE. Actas VI, 1995, S. 275–280.
- Dirk Müller: Der spanische Konjunktiv/Subjunktiv -- Semantische Hintergründe. Grin, München 2002, ISBN 3-638-13571-3.
- Irene Doval Reixa: Die Ausdrucksmittel der Modalität im Deutschen und Spanischen aus kontrastiver Sicht. (PDF; 1,4 MB) In: Moenia, Nr. 5, 1999, S. 397–422.
- Yolanda Rodríguez Sellés: Adjuntos de localización temporal: estructura e interpretación. Dissertationsschrift, Universitat Autònoma de Barcelona, September 1997 (PDF)
- Antonio Ruiz Tinoco: Variación léxica y sintáctica del español en las redes sociales. Spanish Lexical and Syntactic Variation in Social Networks. (PDF; 1,2 MB) In: El español y la cultura hispánica en Japón, 2013, S. 181–199.
- Eva Tichy, Christiane Schaefer: Der Konjunktiv und seine Nachbarkategorien. Der Konjunktiv und seine Nachbarkategorien: Studien zum indogermanischen Verbum, ausgehend von der älteren vedischen Prosa Verlag Hempen, Bremen 2006, ISBN 3-934106-48-X.
- Kerstin Troger: Illokution und Modalität als Faktoren der Modusgebung im Komplementsatz nach den Verben der propositionalen Einstellung des Wissens und des Glaubens. Der Konjunktiv als Subjektivitätsmarker nach den Wahrnehmungsprädikaten. Eine kontrastive Untersuchung Französisch-Spanisch anhand eines Korpus aus A la recherche du temps perdu. Diplomarbeit, Alpen-Adria-Universität, Klagenfurt 2009 (ubdocs.uni-klu.ac.at PDF).
- Elisabeth Villalta: Spanish Subjunctive Clauses Require Ordered Alternatives. In Brendan Jackson, Tanya Matthews (Hrsg.): Proceedings of SALT X. Cornell University, Ithaca, NY 2000, S. 239–256 (journals.linguisticsociety.org).
- Mario Wandruszka: Über den Konjunktiv. Praxis des neusprachlichen Unterrichts 13, 1966, 119–130.
- Ulrich Wandruszka: Über die Bedeutung des romanischen Konjunktivs und die Geburt des Nebensatzes. In: Zeitschrift für romanische Philologie, Nr. 116, 2000, S. 56–71 (uni-klu.ac.at PDF).
- Ulrich Wandruszka: Nochmals zum thematischen Konjunktiv. In: Sieglinde Heinz, Ulrich Wandruszka (Hrsg.): Fakten und Theorien: Beiträge zur romanischen und allgemeinen Sprachwissenschaft. Festschrift für Helmut Stimm zum 65. Geburtstag. Bd. 191, Tübinger Beiträge zur Linguistik, Narr, Tübingen 1982, ISBN 3-87808-936-8, S. 343–351 (uni-klu.ac.at PDF).

### Educativa
- Jesús Fernández Àlvarez: El subjuntivo. Edelsa, Madrid 1987, ISBN 84-85786-19-X
- José Amenós; Pilar Díaz; María Luisa Rodriguez: El subjuntivo. Bd. 1, 2, Colección paso a paso autoaprendizaje de la gramática espaňola. Editorial Edinumen, Madrid 2008, ISBN 978-84-89756-46-5
- Hans-Jörg Busch: La enseñanza del subjuntivo en EE.UU. El subjuntivo en cláusulas nominales. teaching the subjunctive in the United States. The subjunctive in noun clauses. RLA, Revista de Lingüística Teórica y Aplicada, 47 (1), I Sem. 2009, S. 145–166 (Digitalisat)
- Marcelo Cea: Un modelo cognitivo para la enseñanza del subjuntivo. Centre for Languages and Literature Spanish Studies, Lund Universität (Schweden), Lund 2014, ISBN 978-91-7623-137-1 (Digitalisat (PDF) )
- María Pilar Hernández Mercedes: Para practicar el indicativo y el subjuntivo. Edelsa, Madrid 2013, ISBN 978-84-7711-537-3
- Jimena Ruiz: Spanische Grammatik für Dummies. Wiley, Weinheim 2015, ISBN 978-3-527-71116-1